# Louvain-la-Neuve
Pour les articles homonymes, voir Louvain (homonymie).
Ne doit pas être confondu avec Louvain, autre commune de Belgique.
Pour la chanson, voir Louvain-la-Neuve (chanson).
 (décembre 2018).
Louvain-la-Neuve (en wallon : Noû Lovin ; en allemand : Neu-Löwen) est une section de la commune belge d'Ottignies-Louvain-la-Neuve, située en Région wallonne dans la province du Brabant wallon.
Cette ville nouvelle est construite au début des années 1970 à la suite de l'affaire de Louvain et de la scission de l'université catholique de Louvain entre sa partie néerlandophone qui est restée à Louvain (Leuven en néerlandais) et sa partie francophone qui a quitté la Région flamande pour s'installer quelques dizaines de kilomètres plus au sud, en Région wallonne. Elle est nommée Louvain-la-Neuve. Elle est donc le siège principal de l'université catholique de Louvain (UCLouvain), qui est aujourd'hui distincte de la Katholieke Universiteit Leuven (KU Leuven).
Dans les couches plus âgées de la population belge francophone ayant connu l'université bilingue, il n'est pas rare d'entendre parler de « Louvain-l'Ancienne » — voire « Louvain-la-Veuve » — pour désigner la ville flamande, par opposition à Louvain-la-Neuve. La population étudiante francophone actuelle, quant à elle, a de plus en plus tendance à appeler Louvain-la-Neuve « Louvain » voire « Louve » et, pour éviter toute confusion, la Louvain flamande « Leuven » (voire, lorsqu'il s'agit d'être absolument clair, « Louvain-Leuven »). Dans la communication écrite et dans les transports, Louvain-la-Neuve est très souvent réduite à ses initiales « LLN ».
Outre sa partie universitaire et le folklore qui s'y joint, Louvain-la-Neuve est aussi connue pour son parc scientifique et ses nombreuses entreprises dans le domaine des techniques de pointe.
Avec 10 710 habitants au 1er janvier 2018, Louvain-la-Neuve est la plus peuplée des quatre sections de la commune, devant Ottignies.
Depuis 2025, Louvain-la-Neuve et son musée, le Musée L, ont chacun une étoile dans le Guide vert Michelin.

## Histoire de la ville

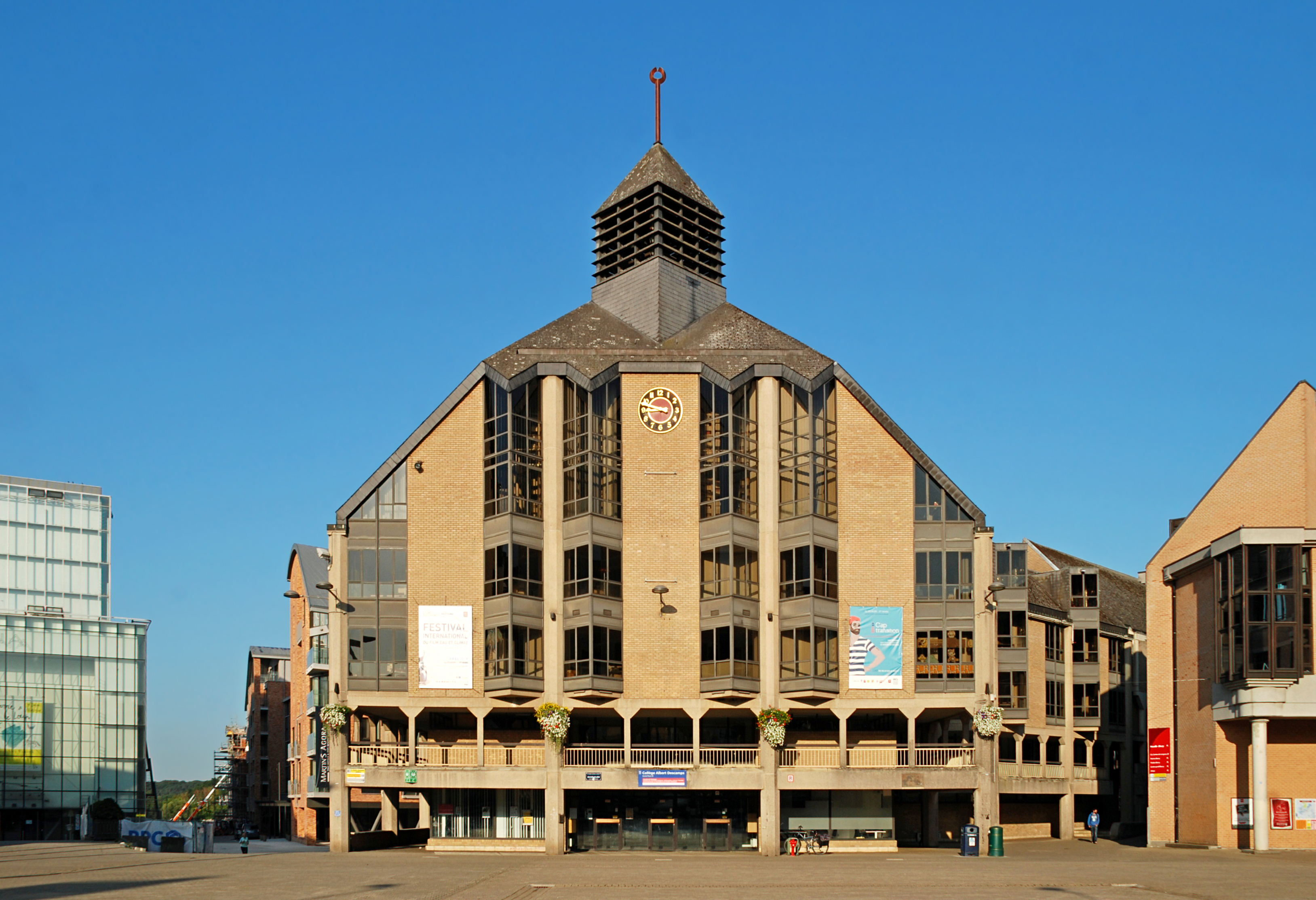
Grand-Place de Louvain-la-Neuve : Collège Albert Descamps.

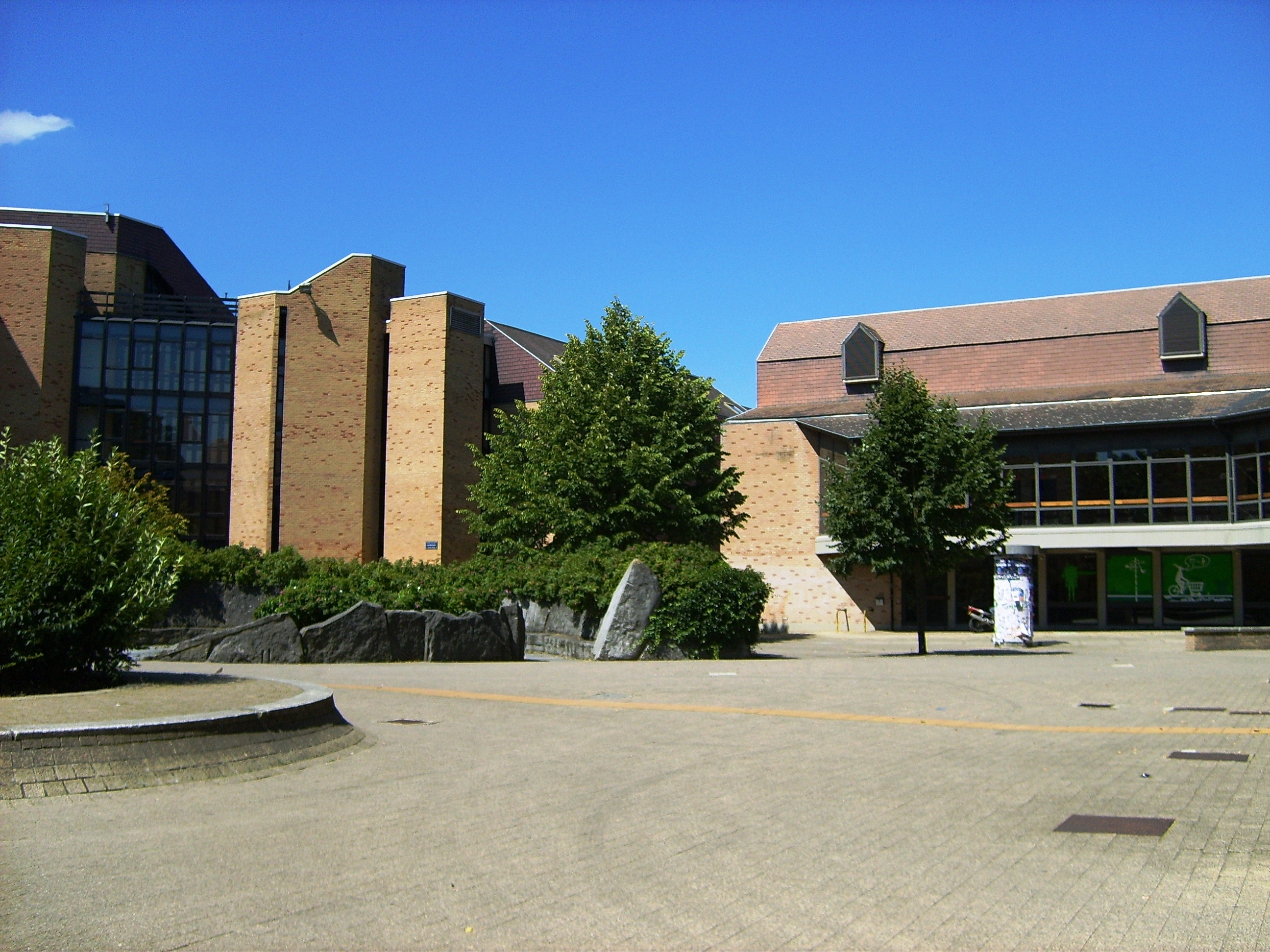
Place Montesquieu : faculté de droit et auditoires Montesquieu.

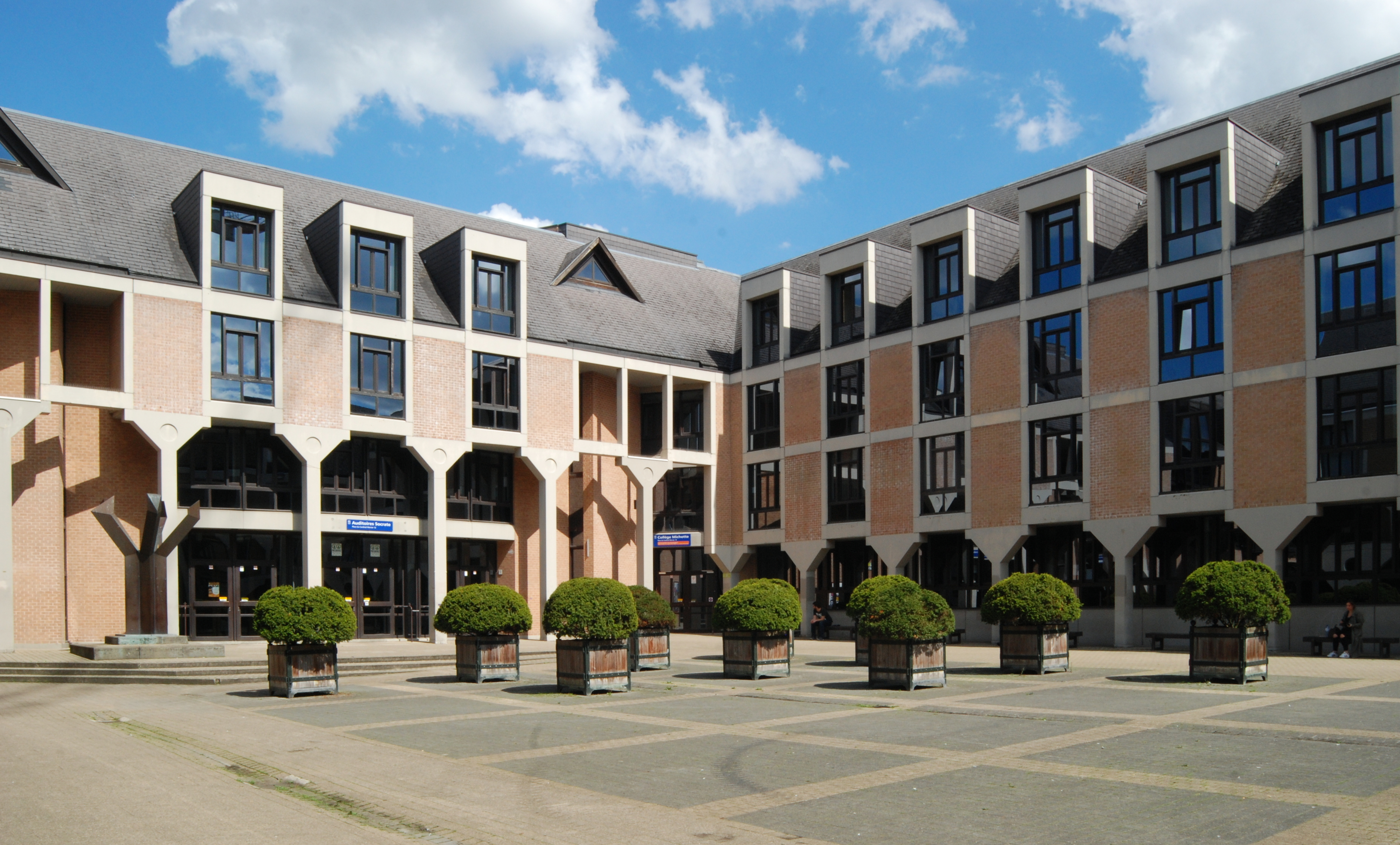
Place Cardinal Mercier (auditoires Socrate).

Depuis la fondation de Charleroi en 1666, Louvain-la-Neuve est la seule ville nouvelle créée en Belgique.
Louvain-la-Neuve doit sa création aux querelles linguistiques qui secouèrent la Belgique dans les années 1960. C'est en effet à la suite de la volonté de la communauté flamande de voir les étudiants francophones quitter Louvain (en néerlandais Leuven), une ville néerlandophone située à trente kilomètres à l'est de Bruxelles, que fut prise la décision de créer une nouvelle cité qui abriterait le site principal de la section francophone de l'Université catholique de Louvain, aujourd’hui appelée UCLouvain.
Le nom de Louvain-la-Neuve aurait été suggéré par Simon-Pierre Nothomb, originaire d'Habay-la-Neuve en province du Luxembourg, par analogie à ce déplacement de population ayant conduit à la création d'une nouvelle agglomération.

### La crise linguistique
Louvain-la-Neuve est née à la suite de la crise linguistique qui secoue l'Université de Louvain entre novembre 1967 et mars 1968 : l'augmentation du nombre d'étudiants et la croissance de l'université rendaient inévitable son expansion ; mais celle-ci, en se réalisant à partir de Louvain, risquait d'augmenter la présence francophone en territoire flamand - comme cela se passait déjà dans la périphérie bruxelloise. Aux yeux de nombreux flamands, c'était inacceptable : progressivement prit forme un puissant mouvement pour d'abord refuser cette expansion, ensuite obtenir le départ de la section francophone de l'université et son installation en Wallonie.
À la suite d'élections provoquées par cette querelle, le pouvoir organisateur (constitué pour les évêques de Belgique) approuve le 18 septembre 1968 un nouveau plan d'expansion de la section francophone. Quelques semaines plus tard, un nouveau règlement organique rend officielle la scission entre la Katholieke Universiteit te Leuven (KUL, aujourd'hui KU Leuven) et l'Université catholique de Louvain (UCL, aujourd'hui UCLouvain), qui doit s'établir progressivement dans le Brabant wallon et à Woluwe-Saint-Lambert pour la faculté de médecine. Louvain-la-Neuve est donc née dans l'urgence.
Le professeur Michel Woitrin est désigné par le recteur Édouard Massaux pour mener à bien le projet. Placés sous la direction du professeur Raymond Lemaire, de Jean-Pierre Blondel et de Pierre Laconte, les premiers travaux commencent le 20 janvier 1969. La ville de Louvain-la-Neuve, avec ses différentes composantes, est inaugurée le 20 octobre 1972 sur la place Galilée par une rencontre entre résidents permanents, autorités académiques, responsables communaux et représentants de la région proche.

### L'arrivée des nouveaux habitants
La fondation et les premières années de la cité universitaire sont le centre d'un grand nombre de récits qui forment la mythologie néo-louvaniste. Leur style s'approche le plus souvent des légendes tournant autour de la conquête du Far West. À bien des égards en effet, Louvain-la- Neuve ressemblait dans ses premières années à l'idée qu'on peut se faire des villes-champignons qui apparurent en Californie au XIXe siècle. Non contente d'être la ville de tous les rêves, de toutes les utopies, elle ne cesse de s'agrandir à une vitesse stupéfiante.
Les nouveaux habitants s'y installent dès 1972. Ils devront subir des conditions de vie particulièrement singulières, se déplaçant d'un bâtiment à l'autre sur des planches de bois pour éviter la boue omniprésente. Leur cité ne ressemble à l'époque qu'à un immense terrain vague sillonné par les bulldozers. Son paysage, ponctué de nombreuses grues, s'étend face à l'immensité des champs de la campagne brabançonne.
Le nombre de gens fréquentant Louvain-la-Neuve est très réduit. Tout le monde se connaît. À Louvain-la-Neuve, pas moyen de s'éviter. En 1973, seules 676 personnes logeaient sur le site. Rejoints en journée par les quelques étudiants et employés de l'UCL qui n'habitaient pas sur le site, ils formaient une petite communauté de 1 500 personnes. Ce caractère restreint s'estompera rapidement. En 1981, ils sont déjà 10 477.
Une phrase est souvent reproduite « Louvain-la-Neuve a été créée par l'université et pour l'université »[réf. nécessaire]. Mais dès l'automne 1971, les futurs usagers de la ville s'organisent en un Conseil des Résidents qui deviendra en 1979 l'Association des Habitants de Louvain-la-Neuve. Les fondateurs furent Manu Lousberg et Paul Thielen. La première réunion eut lieu le 22 novembre 1971.

### Armoiries
Les armoiries qui représentent Louvain-la-Neuve sur le blason de la commune sont d'azur à la croix d'or cantonnée de quatre coquilles du même. Ces armes sont reprises d'une pierre encastrée dans la ferme du Biéreau, présente sur le site où s'est construit la ville universitaire. C'est le blason d'Anne-Josèphe de la Croix, abbesse de Florival de 1733 à 1749, abbaye de Florival propriétaire de la ferme à sa construction.

Le blason de la commune d'Ottignies-Louvain-La-Neuve.
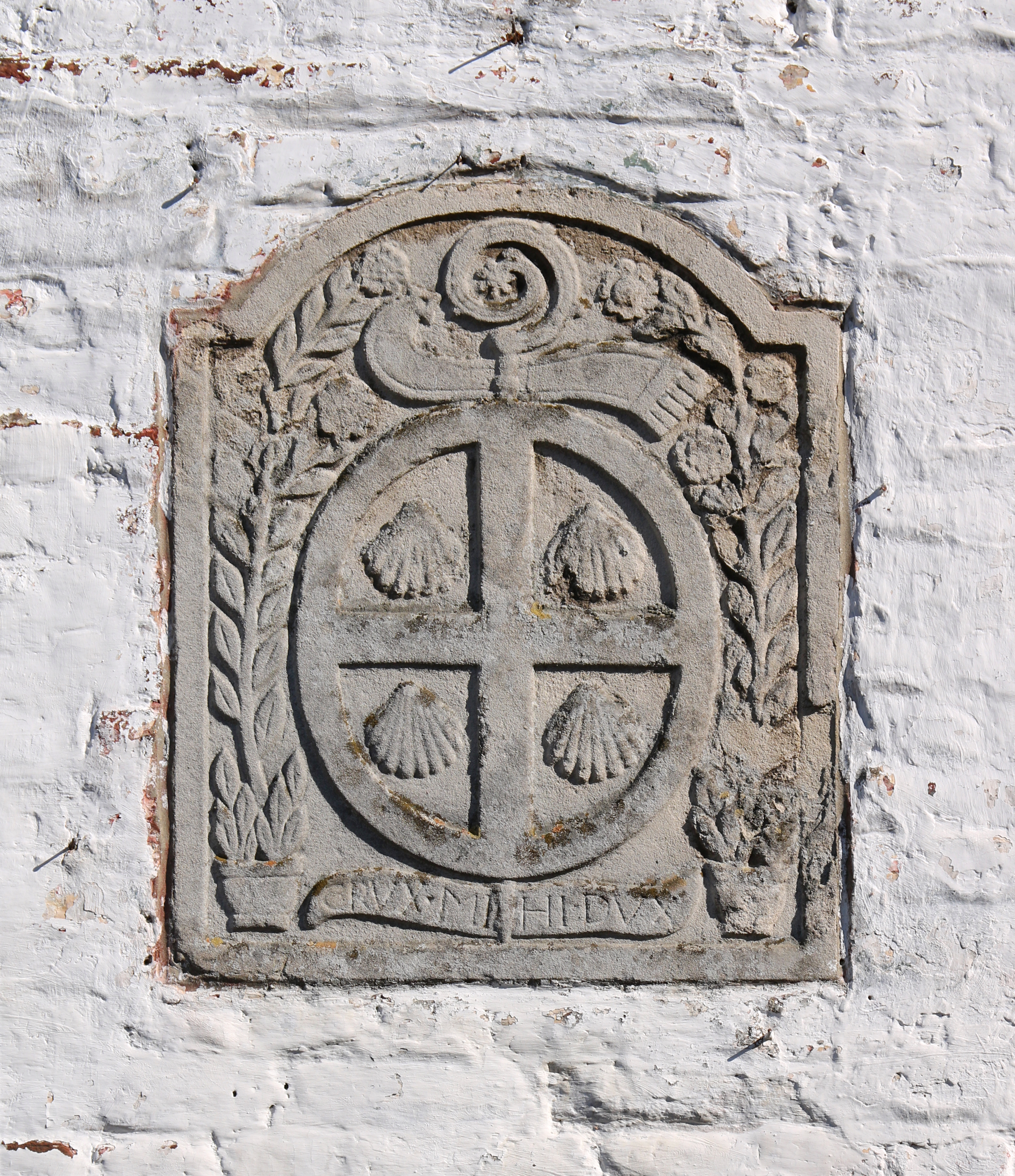
Le blason d'Anne-Josèphe de la Croix, abbesse de Florival (ferme du Biéreau).

## Statut patrimonial et réputation

### Monuments classés
Louvain-la-Neuve abrite des édifices classés monument historique par la Région wallonne.
La ferme du Biéreau a été le premier édifice de Louvain-la-Neuve à bénéficier d'une mesure de classement. Une partie des bâtiments de la ferme fait l'objet d'un classement au titre des monuments historiques depuis le 27 décembre 1988 : il s'agit des façades, toitures et charpentes de l'aile sud-ouest, et du corps de logis de la ferme, ainsi que la totalité de la grange, à l'exclusion des porcheries qui s'y adossent côté cour.
Le deuxième édifice de Louvain-la-Neuve à bénéficier d'une mesure de classement est l'Ancienne bibliothèque des Sciences de Louvain-la-Neuve, qui abrite le Musée L, est classée depuis le 4 juin 2025,,,.

### Guide Vert Michelin et Guide du routard
Depuis 2025, Louvain-la-Neuve a une étoile dans le Guide vert Michelin Voyages et Culture  Belgique,,.
Louvain-la-Neuve est la troisième ville du Brabant wallon, après Waterloo et Nivelles, à décrocher l'étoile "vaut la visite"  du Guide vert Michelin Voyage et Culture,.
La Ville d'Ottignies-Louvain-la-Neuve et son Office du tourisme se réjouissent : « C'est une reconnaissance majeure pour notre ville universitaire et piétonne qui fait ainsi son entrée dans le cercle restreint des destinations touristiques incontournables de Belgique. ».
Le service Tourisme-Inforville souligne que cette étoile « récompense le dynamisme culturel, l'accessibilité et l'atmosphère unique de la cité […] Elle vient saluer des années de travail autour de l'accueil des visiteurs, de la mise en valeur de notre patrimoine culturel, scientifique et architectural, mais aussi du cadre de vie unique que nous offrons. ».
Selon le journal L'Avenir « La Ville, son piétonnier, son lac, la culture, le street art sont autant d'éléments mis en avant dans le Guide Vert Michelin ».
Par ailleurs le Guide vert Michelin décerne 2 étoiles au musée Hergé et 1 au musée L et son architecture, musées qui avaient déjà respectivement 3 et 2 sacs à dos dans le Guide du routard.

## Urbanisme

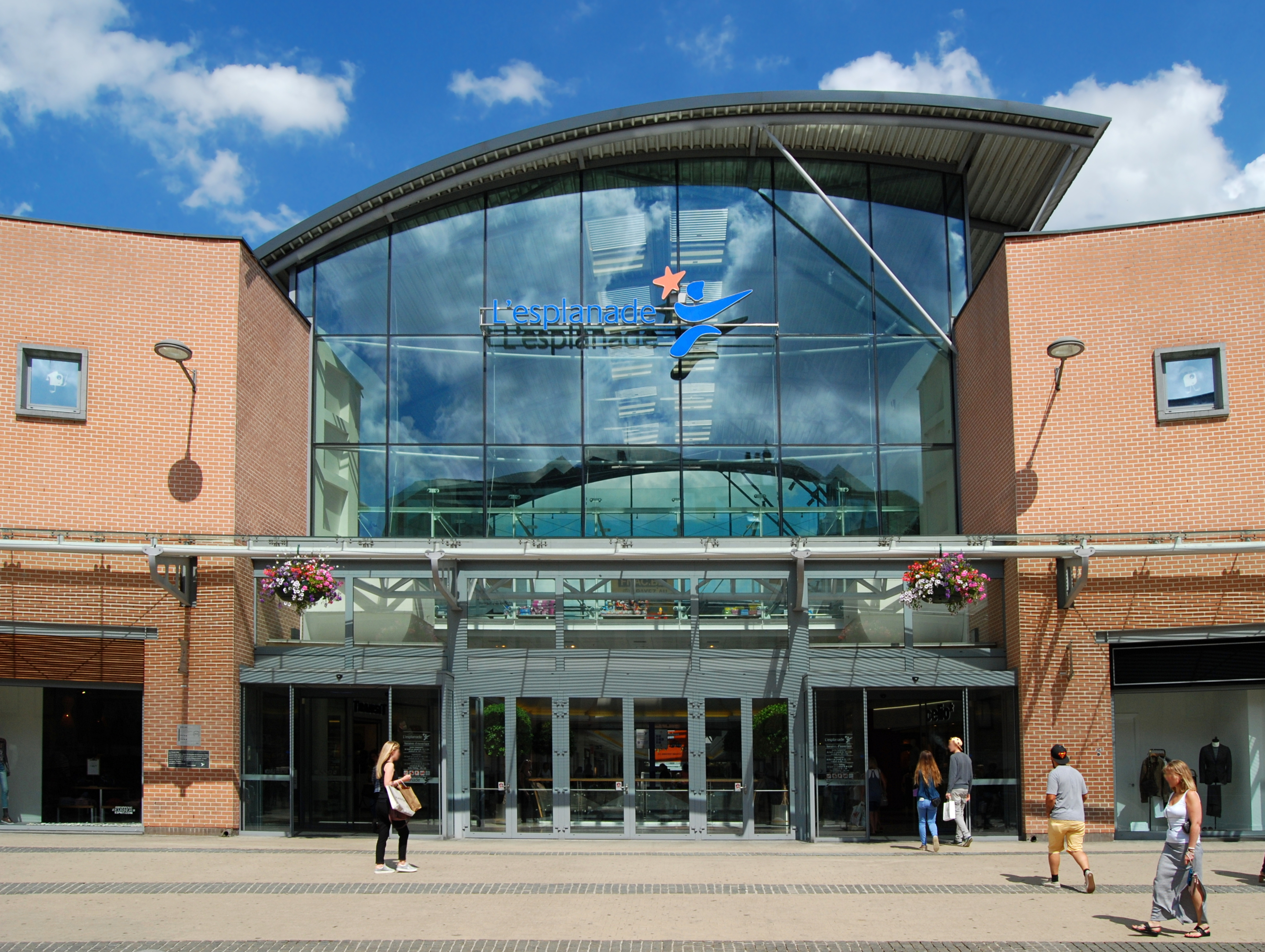
Esplanade.

Après plusieurs hésitations, et ratifiant les réflexions et les recherches menées par le professeur Michel Woitrin, administrateur général de l'Université, les évêques francophones de Belgique (qui constituent le Pouvoir organisateur de l'Université), le recteur Mgr Massaux (surnommé « le recteur de fer » pour son énergie à défendre son institution), le président du Conseil d'administration Michel Oleffe et les autorités universitaires s'accordent pour construire leur nouvelle ville sur le territoire d'Ottignies, dans la province du Brabant wallon. Le site sur lequel va se construire la cité universitaire est un vaste plateau vallonné situé en bordure du bois de Lauzelle. Exposé aux vents, il ne compte à l'époque que quelques fermes comme la ferme du Biéreau ou la Ferme de Blocry et quelques habitations rassemblées en particulier dans le hameau de la Baraque. L'essentiel du site est couvert de champs de betteraves et de marécages. La section francophone de l'UCL y achète avec l'aide de l'État belge une superficie d'environ 900 hectares pour assurer son installation. Les travaux sont alors entamés le 20 janvier 1969.
L'UCL, toujours sous l'impulsion de Michel Woitrin, qui fait lui-même appel au célèbre urbaniste américain Victor Gruen pour réaliser un premier projet d'ensemble, détermine un ensemble de lignes directrices qui vont guider la construction de Louvain-la-Neuve :
- la ville ne peut être un vase clos, un campus dans lequel ne se retrouveraient que les étudiants et leurs professeurs. Au contraire, toutes les catégories socio-professionnelles doivent être présentes. La mixité doit être maximale ;
- la dimension humaine de la ville doit être centrale. Rien ne sert de construire de gigantesques monuments et de grandes avenues. Au contraire, la ville doit être à taille humaine ;
- la ville est piétonne. La circulation automobile sera en grande partie souterraine.

C'est selon ces lignes directrices fonctionnalistes que Louvain-la-Neuve s'est développée. Le centre urbain est construit sur une gigantesque dalle de béton qui supporte bâtiments et rues piétonnes. En dessous de cette dalle se trouvent les parkings et les artères pour automobiles.

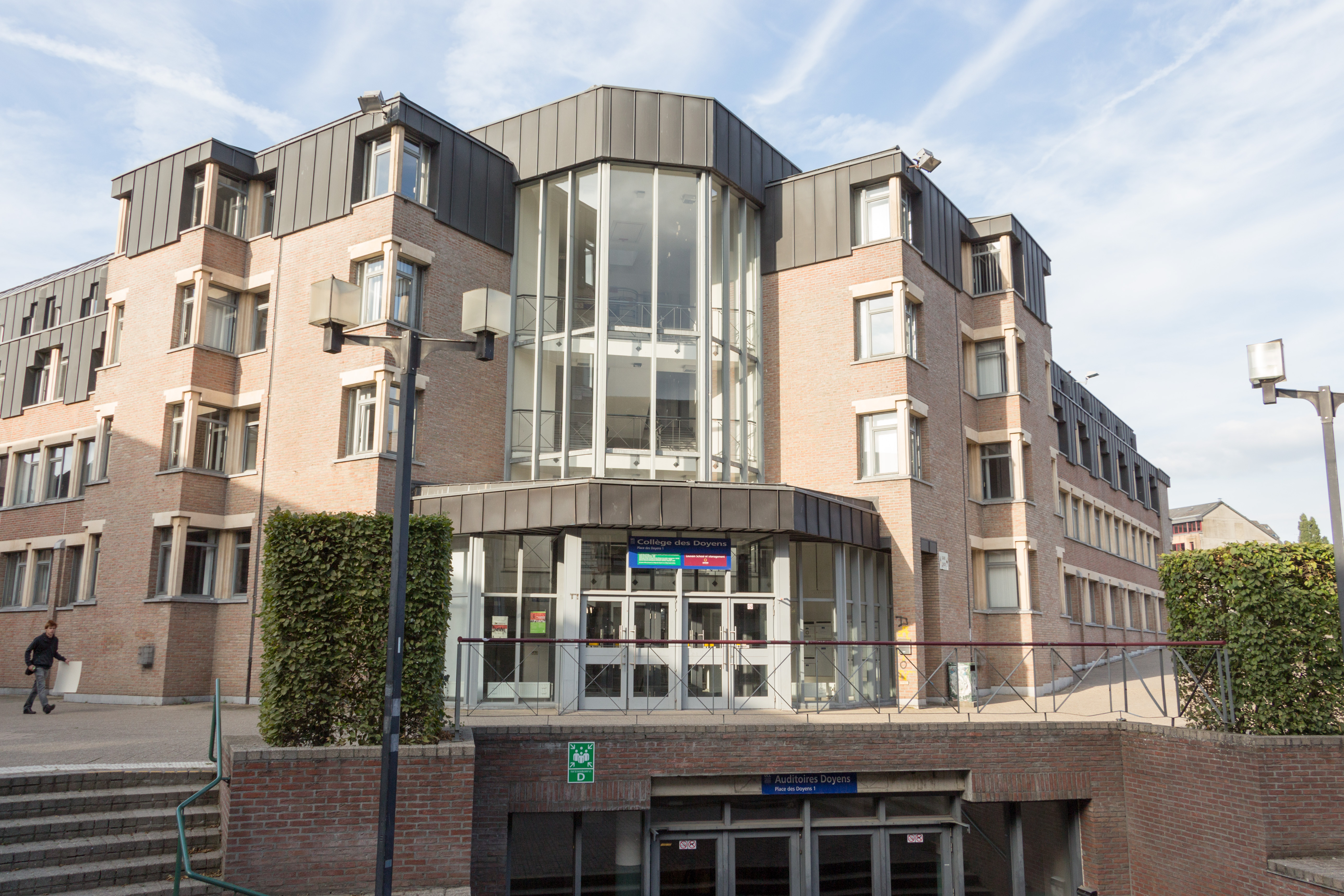
Collège des Doyens - Louvain School of Management.

Quatre quartiers principaux s'articulent autour du centre urbain : le Biéreau, Lauzelle, l'Hocaille et les Bruyères. En outre, un cinquième quartier, non prévu par les autorités universitaires, s'est développé : le quartier de la Baraque. Ce dernier quartier se caractérise par son habitat alternatif et son refus de la programmation urbaine imposée par l'université. Des thématiques données président au baptême des rues, conjointement à des noms historiques. On retrouve par exemple, dans le bas du quartier du Biéreau, toute une série de voies baptisées d'après les anciens pays de la Belgique romane (place des Brabançons, rue des Liégeois, place des Wallons, sentier du Luxembourg, rampe des Ardennais, voie des Gaumais, voie des Hesbignons, etc.). Dans le quartier des Bruyères, plusieurs rues rappellent les noms d'artistes belges (place René Magritte, rue Constantin Meunier, fond du Maître de Flémalle, rue Marcel Thiry, avenue Maurice Maeterlinck, rue Jean Froissart), tandis que d'autres évoquent l'outillage des artistes (avenue de la Palette, avenue du Ciseau, place de l'Équerre). À Lauzelle, toute une partie du quartier a vu ses rues baptisées en référence à l'histoire religieuse (cours Marie d'Oignies, rue du Neufmoustier, rue du Val Saint-Lambert, place de Maredsous, avenue de Cîteaux, rue du Prieuré, rue de Clairvaux, cours de Troisfontaines).
Louvain-la-Neuve est aujourd'hui une ville en pleine expansion qui ne cesse de s'étendre d'un projet d'urbanisme à un autre. Les dernières étapes à ce jour furent l'édification d'un complexe de cinémas (2001), d'une salle de congrès et de spectacle (l'Aula Magna, 2001), d'un centre commercial (L'Esplanade, 2005) ainsi que la finalisation de la dalle par une rue commerçante supplémentaire (rue Charlemagne, 2005), du musée Hergé et d'un quartier entre celui-ci et la rue Paulin Ladeuze (2012-2014). Par ailleurs, dans le cadre des aménagements prévus pour l'installation du terminus RER, un autre sous-quartier est actuellement en construction. Il s'agit du quartier dit de la « Courbe voie », au nord de la ville et contigu au quartier de La Baraque. Les travaux ont démarré le 3 décembre 2013. Un quartier Ornoi est en projet au nord de la ville.
La ville est proche de certains axes routiers importants (autoroute E411, nationale N4, nationale N25), Elle est aussi desservie par le train en son centre et elle se trouve à proximité du nœud ferroviaire d'Ottignies (croisement de l'axe Bruxelles-Namur avec celui de Louvain-Charleroi). Cela confère à Louvain-la-Neuve une bonne accessibilité. Cette configuration, couplée à la proximité de la capitale, Bruxelles, n'est pas sans rappeler celle des villes nouvelles qui entourent Paris en France[réf. nécessaire].
Depuis 1999, le nombre d'habitants et d'étudiants tend à s'équilibrer. L'arrivée de nouveaux habitants aux quartiers des Bruyères et dans le centre urbain est un nouveau pas vers l'objectif d'équilibre : 30 000 personnes, dont deux résidents permanents pour un étudiant,.
En 2014, Louvain-la-Neuve abrite une population nocturne d'environ 20 000 personnes, dont 10 970 domiciliés dans cette partie de la ville et plus de 9 000 résidents non permanents, essentiellement des étudiants. La population diurne est estimée à plus de 45 000 personnes (en comptant les habitants, la population étudiante et scolaire, les visiteurs et les travailleurs à l'UCLouvain, dans le parc scientifique, les commerces et les PME). La ville continue son expansion. L'objectif final de ce projet urbanistique est d'atteindre 30 000 personnes.

## Gestion de la ville

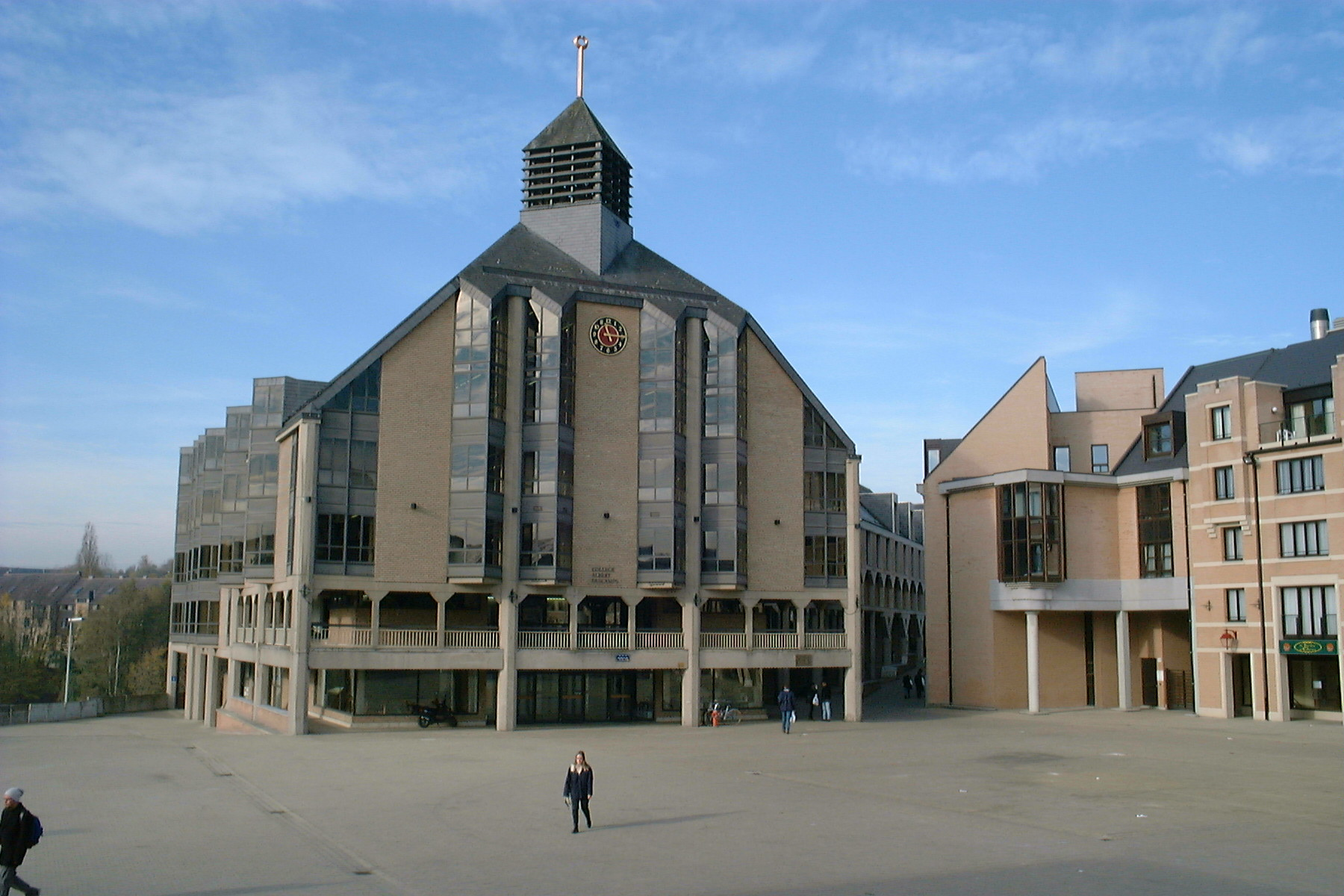
La Grand-Place de Louvain-la-Neuve en 1999 à une époque où l'Aula Magna n'existait pas encore.

Sous l'administration communale d'Ottignies-Louvain-la-Neuve, une partie importante de Louvain-la-Neuve est gérée par l'université catholique de Louvain elle-même et la gestion est ainsi du ressort de ses propres instances décisionnelles ainsi que de la société anonyme à finalité sociale UCL Patrimoine. En effet, la plupart des bâtiments ainsi que des espaces publics sont la propriété privée de l'université, notamment de par l'importante disparité verticale dans l'espace, avec par exemple les parkings privés de l'UCLouvain en dessous des rues piétonnes. Ainsi, la plupart des immeubles sont cédés par bail emphytéotique, avec une durée maximale de 99 ans mais renouvelable. Ce régime foncier particulier permet à Louvain-la-Neuve d'éviter la spéculation foncière et à l'université de pouvoir organiser son campus selon sa propre croissance.

## Enseignement
Louvain-la-Neuve est caractérisée par le nombre très important d'établissements d'enseignement, qui sont plus ou moins reliés à l'université catholique de Louvain. Les établissements d'enseignement supérieur font partie du Pôle Louvain.
On y retrouve quatre écoles maternelles et primaires ; l'école fondamentale Martin V (appartenant à l'UCLouvain), l'école communale de Lauzelle (du réseau Enseignement officiel), le Collège du Biéreau et l'École fondamentale libre non confessionnelle des Bruyères, ainsi que l'école Escalpade d'enseignement fondamental spécialisé.
Louvain-la-Neuve compte deux écoles secondaires ; le lycée Martin V appartenant à l'UCLouvain et l'athénée royal Paul Delvaux (Antenne de Lauzelle). L'école Escalpade propose de surcroît un enseignement spécialisé pour les élèves présentant une déficience physique.
Hormis le siège principal de l'université et celui de onze de ses facultés (trois facultés médicales étant par ailleurs implantées à Louvain-en-Woluwe), Louvain-la-Neuve accueille également une école supérieure des arts, l'Institut des arts de diffusion (rattachée à l'UCLouvain) et ses quatre sites. La ville compte aussi deux implantations de la Haute École Léonard de Vinci : l'école normale catholique du Brabant wallon et un site de Parnasse-ISEI ; l'Institut Cardijn de la Haute école Louvain en Hainaut (HELHa) ; une implantation de l'École pratique des hautes études commerciales (EPHEC) ; le Centre d'enseignement supérieur de promotion et de formation continuée en Brabant wallon ; l'université des ainés (UDA, associée à l'UCLouvain) et une école privée, l'Institut supérieur européen Charles Péguy.

## Culture et art

### Théâtres et salles de concert
- Théâtre Jean Vilar et Ferme de Blocry
- Aula Magna
- Ferme du Biéreau
- Théâtre du Blocry

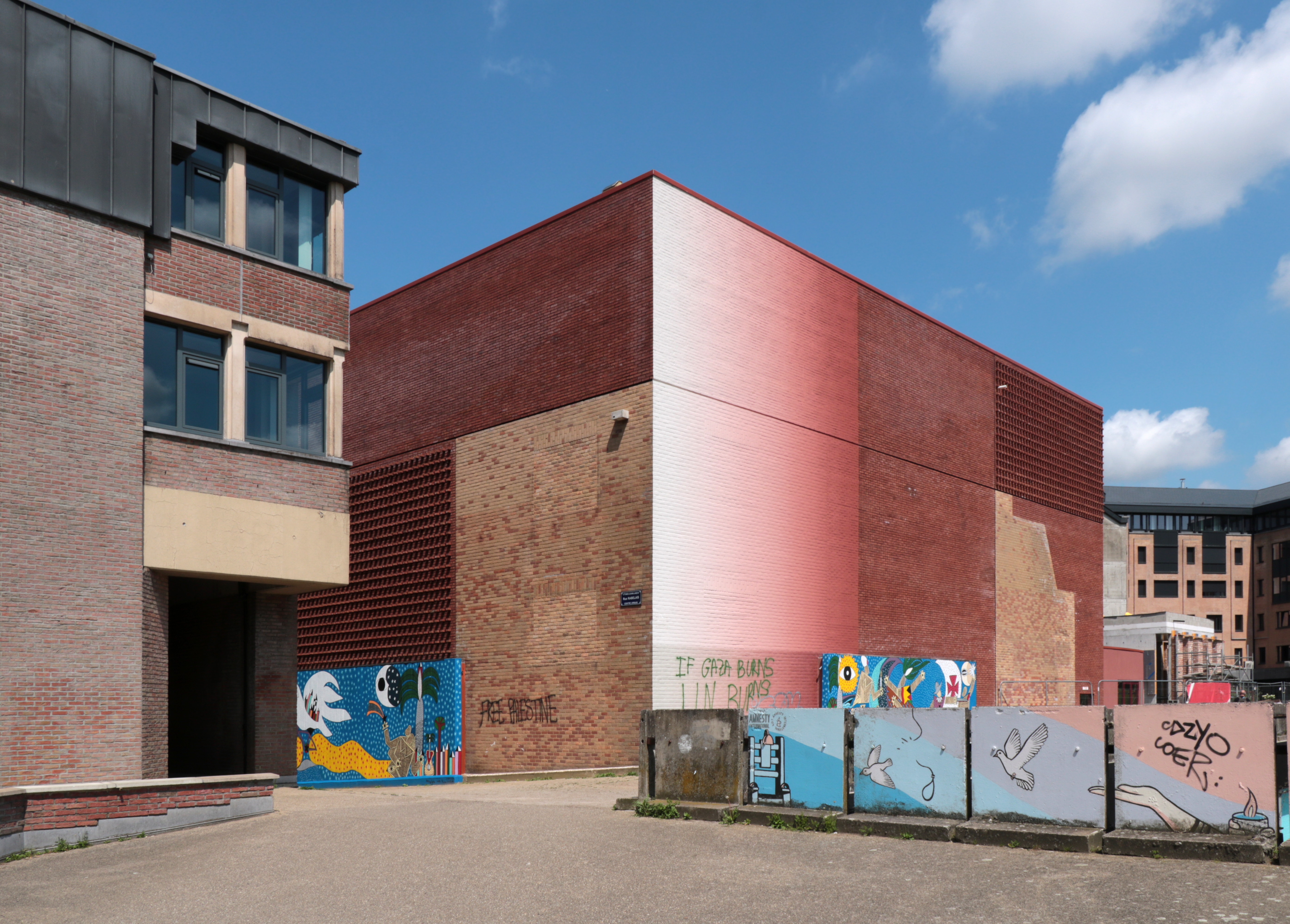
Théâtre Jean Vilar.
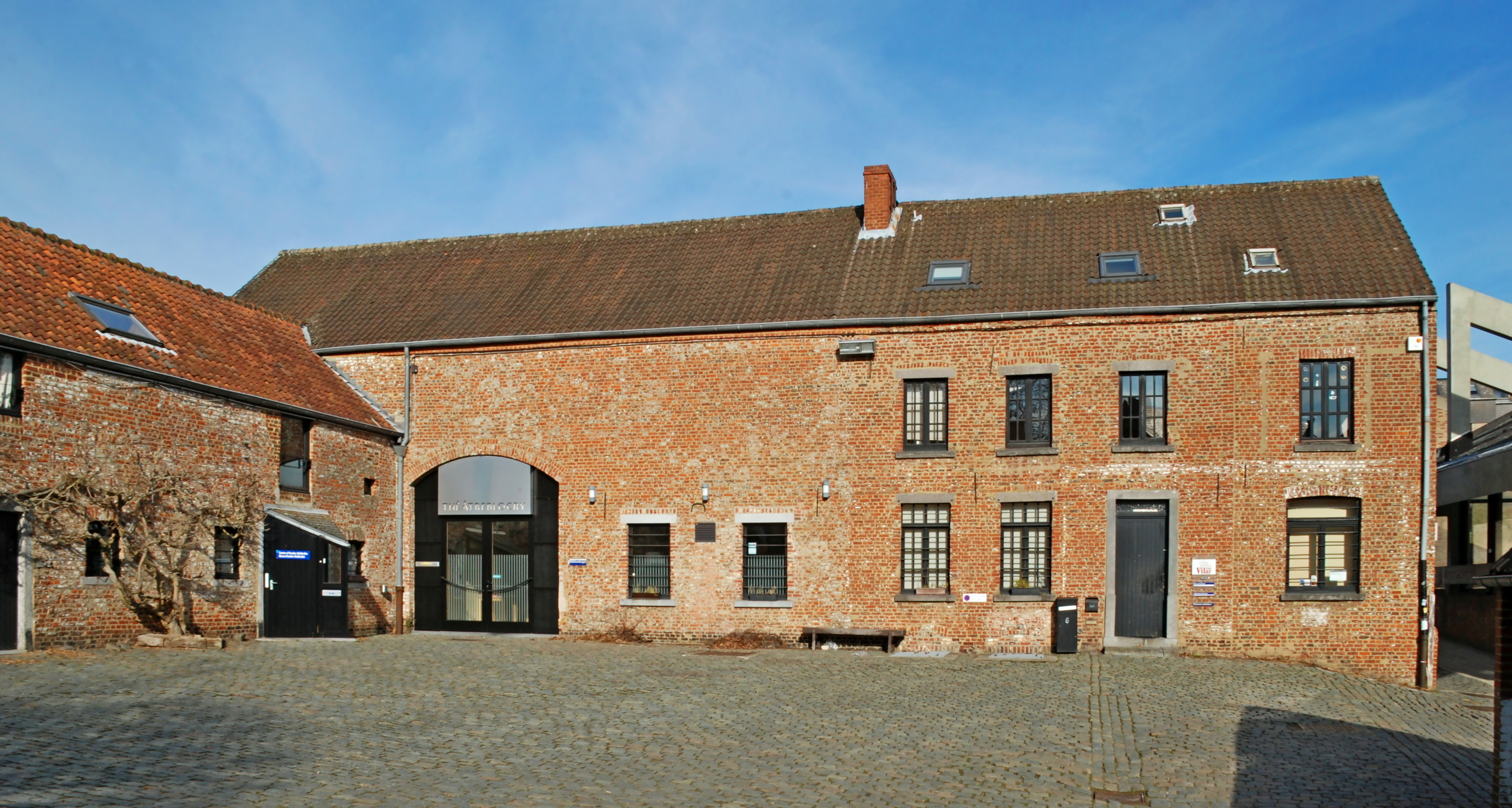
Ferme de Blocry.
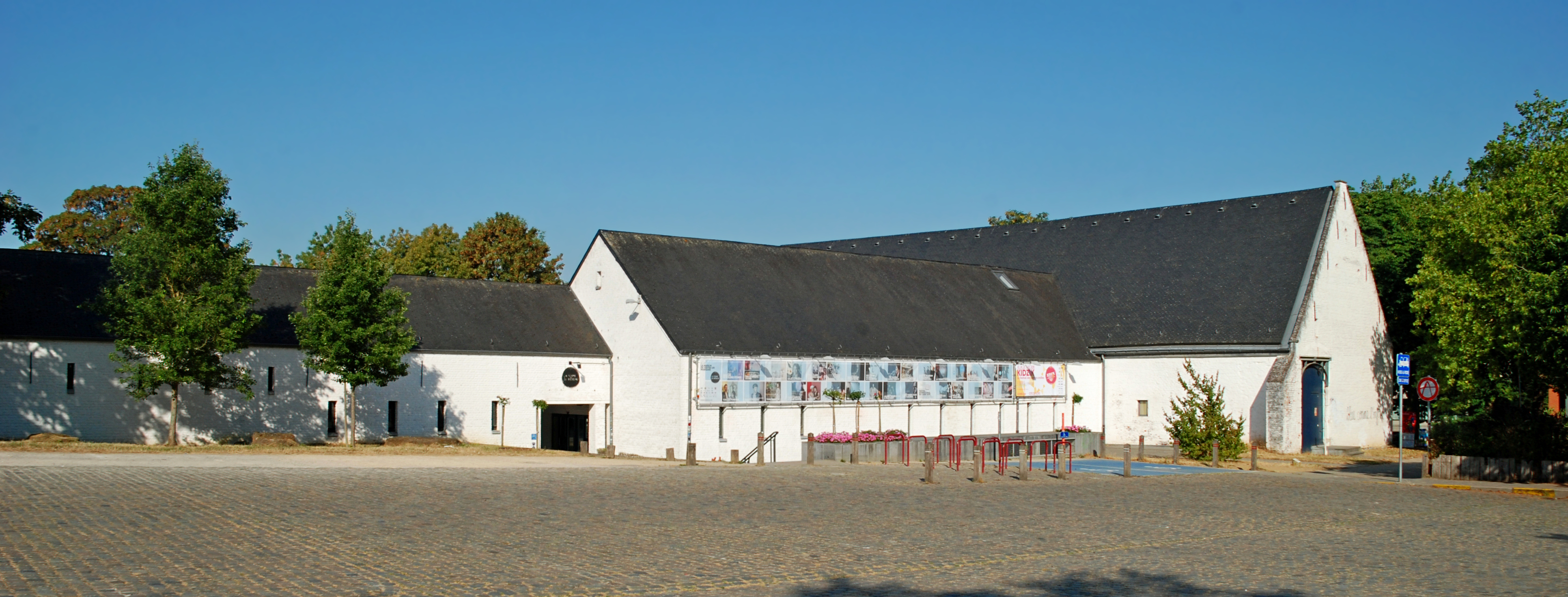
Ferme du Biéreau.
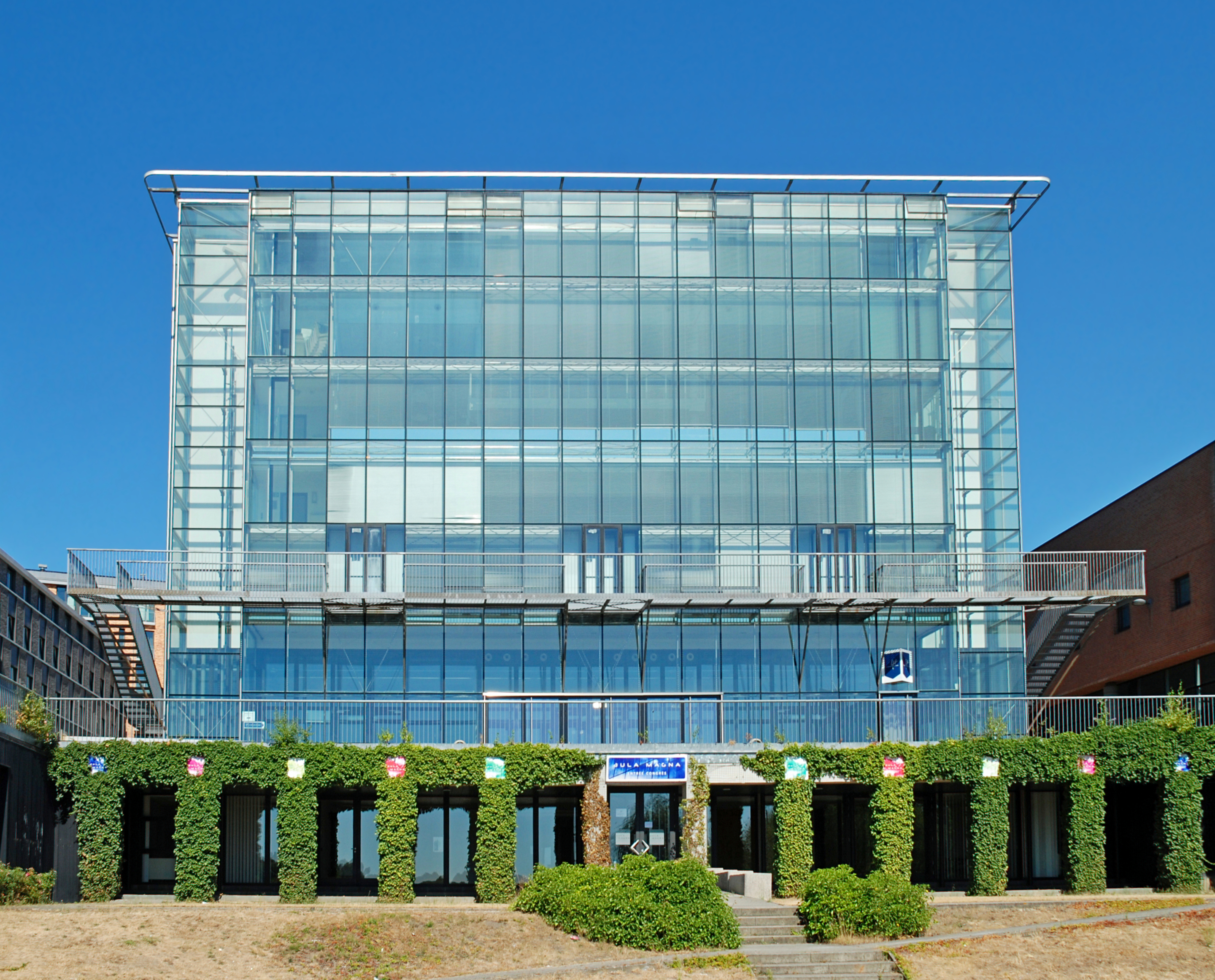
Aula Magna (Philippe Samyn - 1999-2001).

### Musées

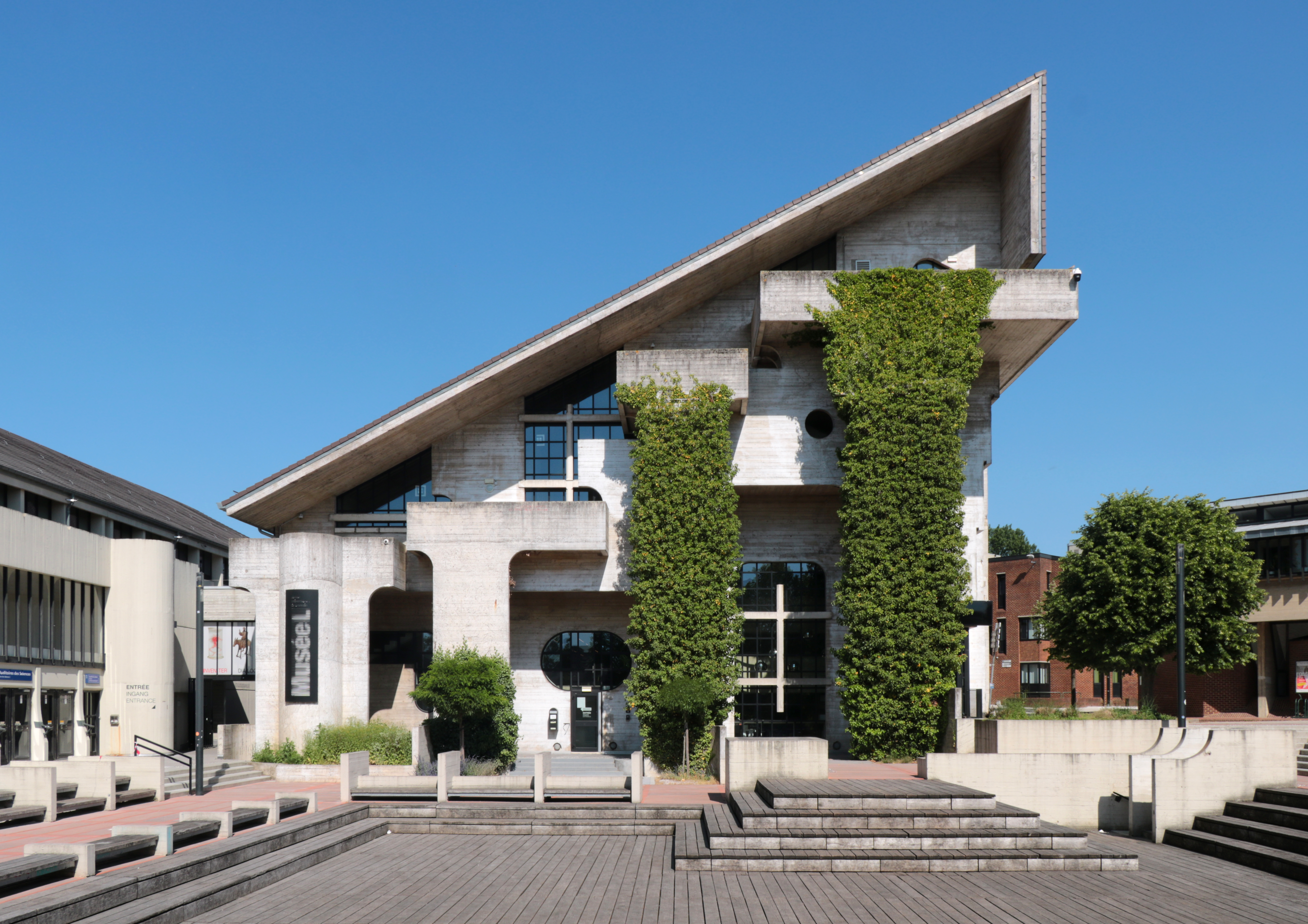
Bibliothèque et place des Sciences
(André Jacqmain - 1970-1975). L'ancienne bibliothèque accueille le Musée L.

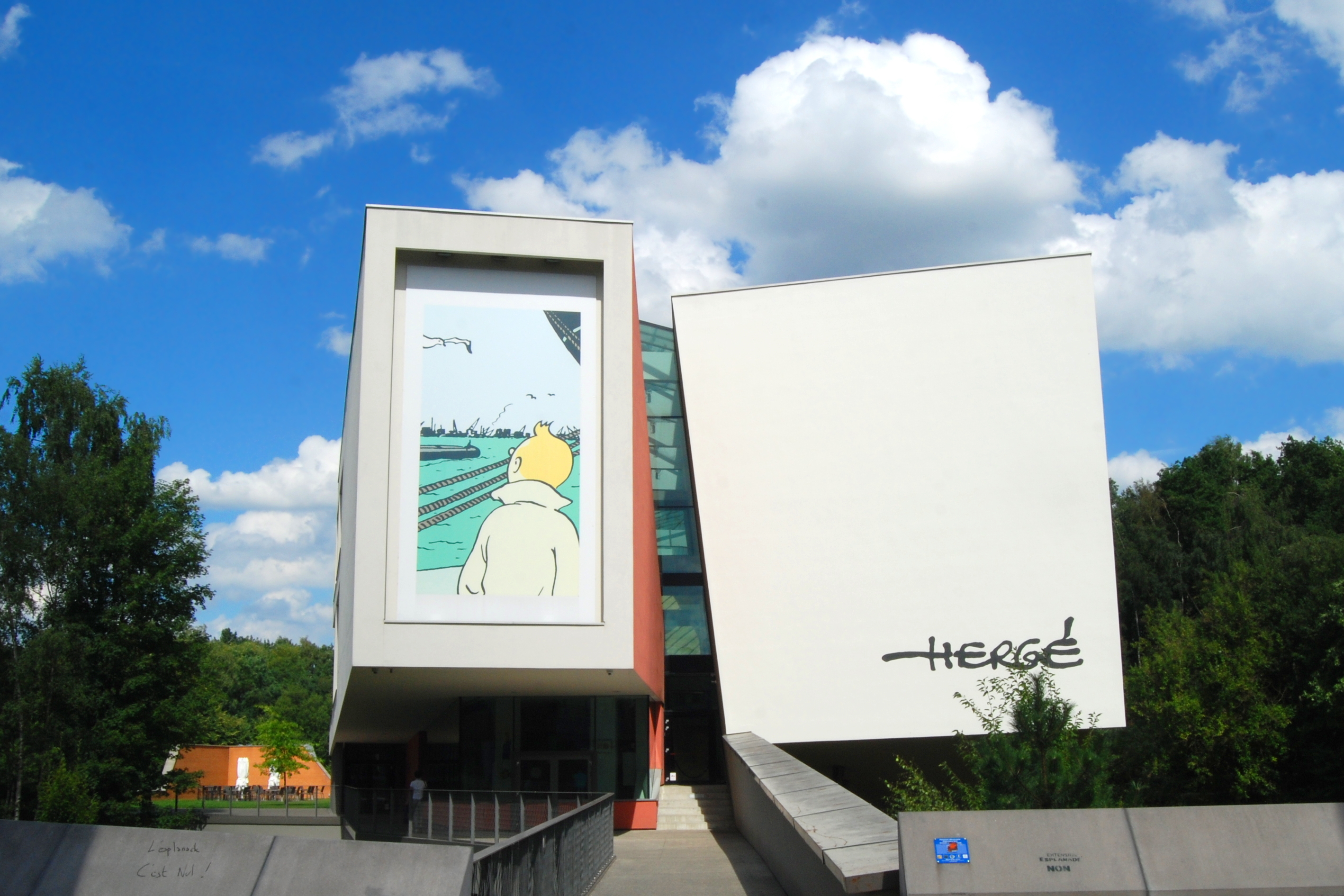
Musée Hergé
(Christian de Portzamparc - 2009).

- Musée L (Musée universitaire de Louvain). D'abord installé dans le bâtiment de la faculté de Philosophie et Lettres – avec une salle d'exposition centrale surplombée par l'atrium des bibliothèques facultaires –, ses collections comprennent des antiquités égyptiennes, grecques et romaines, des sculptures et masques représentatifs des arts primitifs africains et océaniens, des œuvres d'art religieux (sculptures dont un Christ des Rameaux du XVIe siècle), des porcelaines, des collections d'art moderne, etc. Le legs Charles Delsemme, venu enrichir le musée en 1990, représente la même universalité ; « par sa diversité, par sa transcendance, cette collection forme un tout voulu », écrivait le donateur dans son testament. On y remarque entre autres un masque théâtral japonais, une figure féminine de la Renaissance, des dessins de Picasso, des tableaux de Delvaux et Magritte… En 2017, le musée déménage vers l'ancienne bibliothèque des Sciences, située place des Sciences. Avant cela il s'appelait Musée de Louvain-la-Neuve (Institut supérieur d'archéologie et d'histoire de l'art de l'UCLouvain).
- Musée Hergé.

### Peintures murales
- « La tour infinie » de François Schuiten (dessin de base), peinte par Alexandre Obolensky (2010, Grand-Place)
- « Qu'est-ce qu'un intellectuel ? » de Roger Somville (rue des Wallons / voie des Hennuyers)
- « Les baleines publiques » de Frank Pé (ruelle Dédale / rue des Wallons)
- « C'est la vie » de Claude Rahir
- « Petites histoires d'une grande université » de Claude Rahir (1984, rue de la Lanterne Magique)
- « La Grand rue » de Jean-Marc Collier (1997, Grand'Rue / passage de l'Agora)
- « Allégorie de l'interculturalité » de Roxana Alvarado (place de l'Hocaille)
- « La ville universitaire baroque » de Thierry Bosquet
- « Le toré de Liège » de la Liégeoise sous la direction de Gérard Michel (2006, passage de l'Ergot)

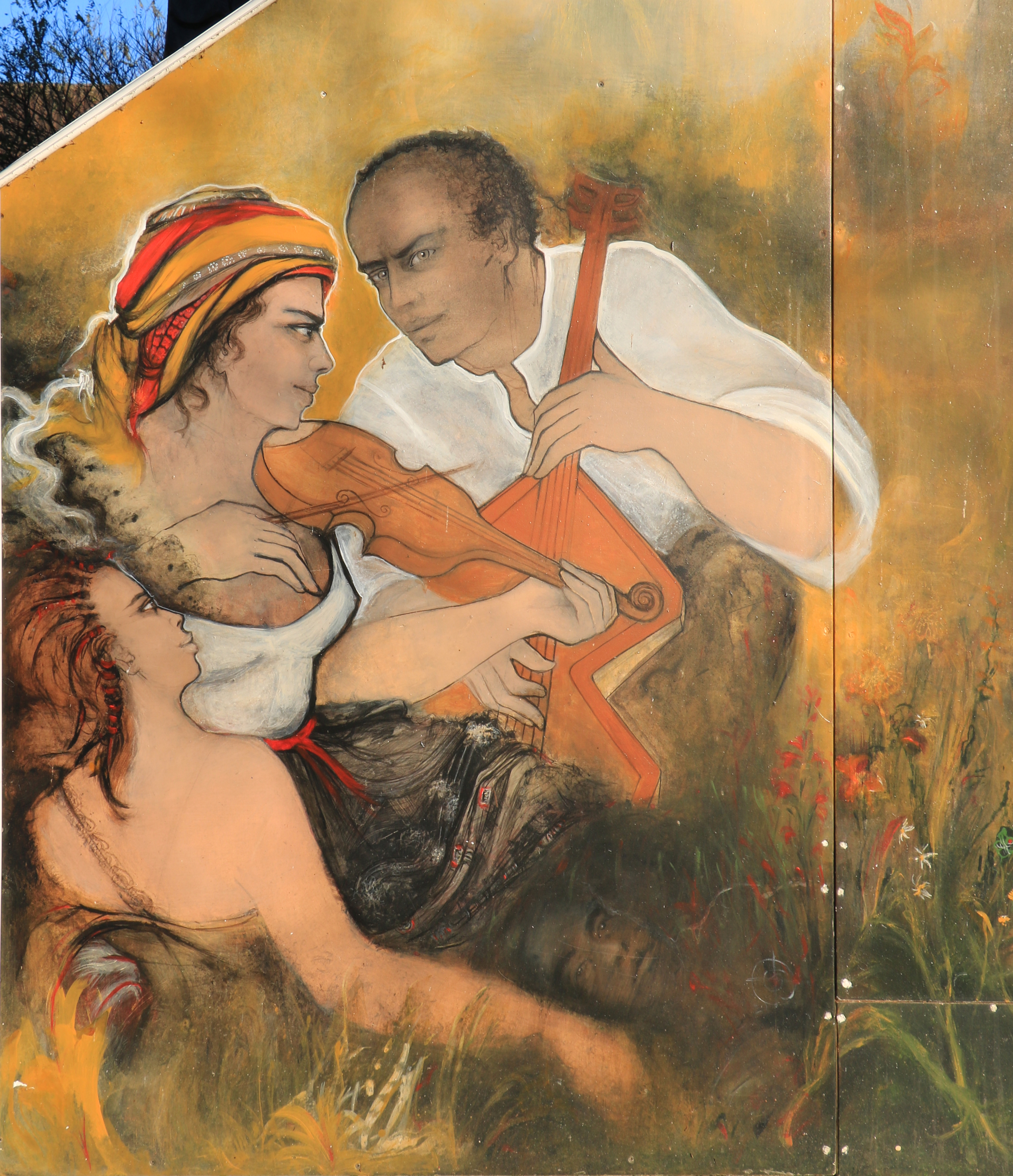
Allégorie de l'interculturalité.
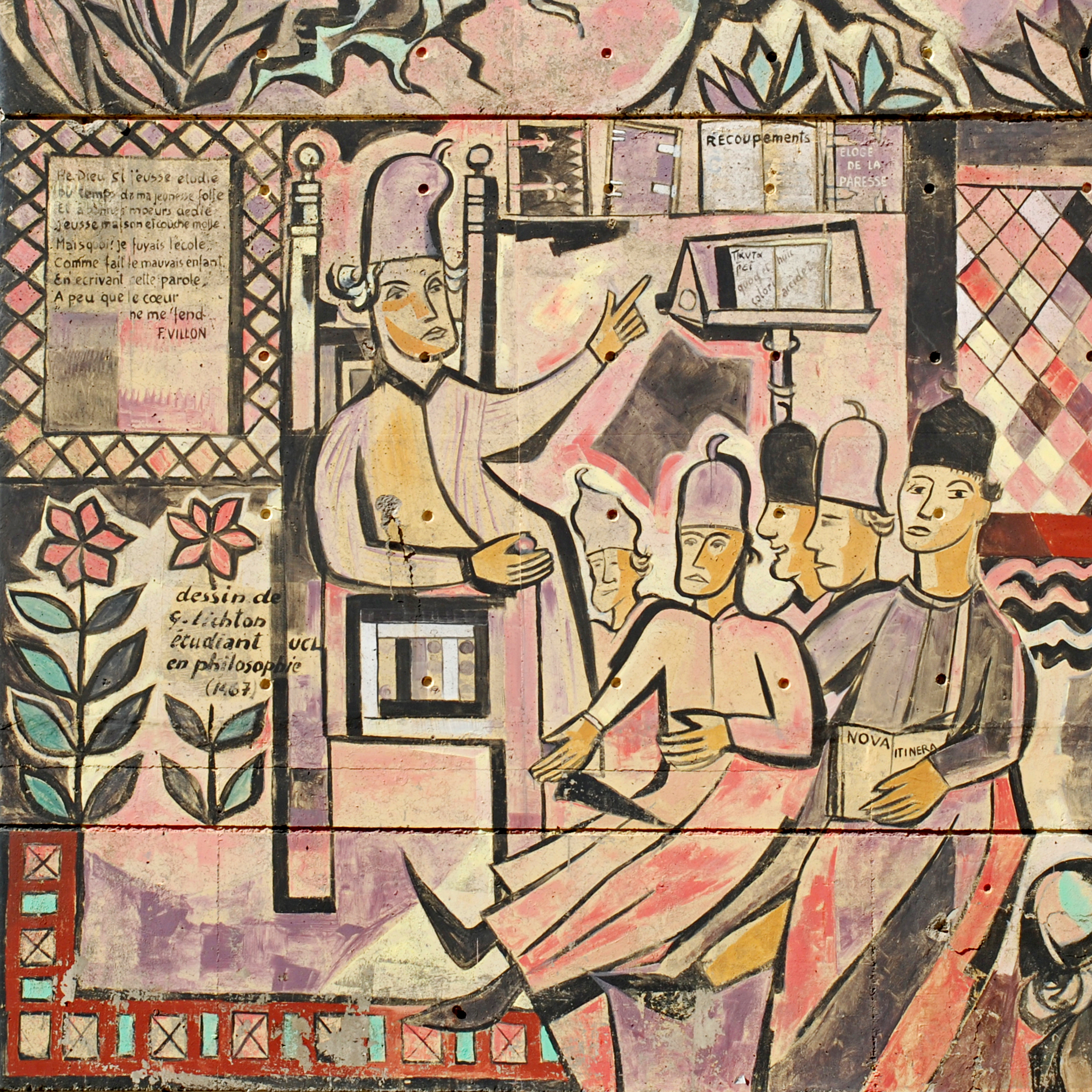
Petites histoires d'une grande université.
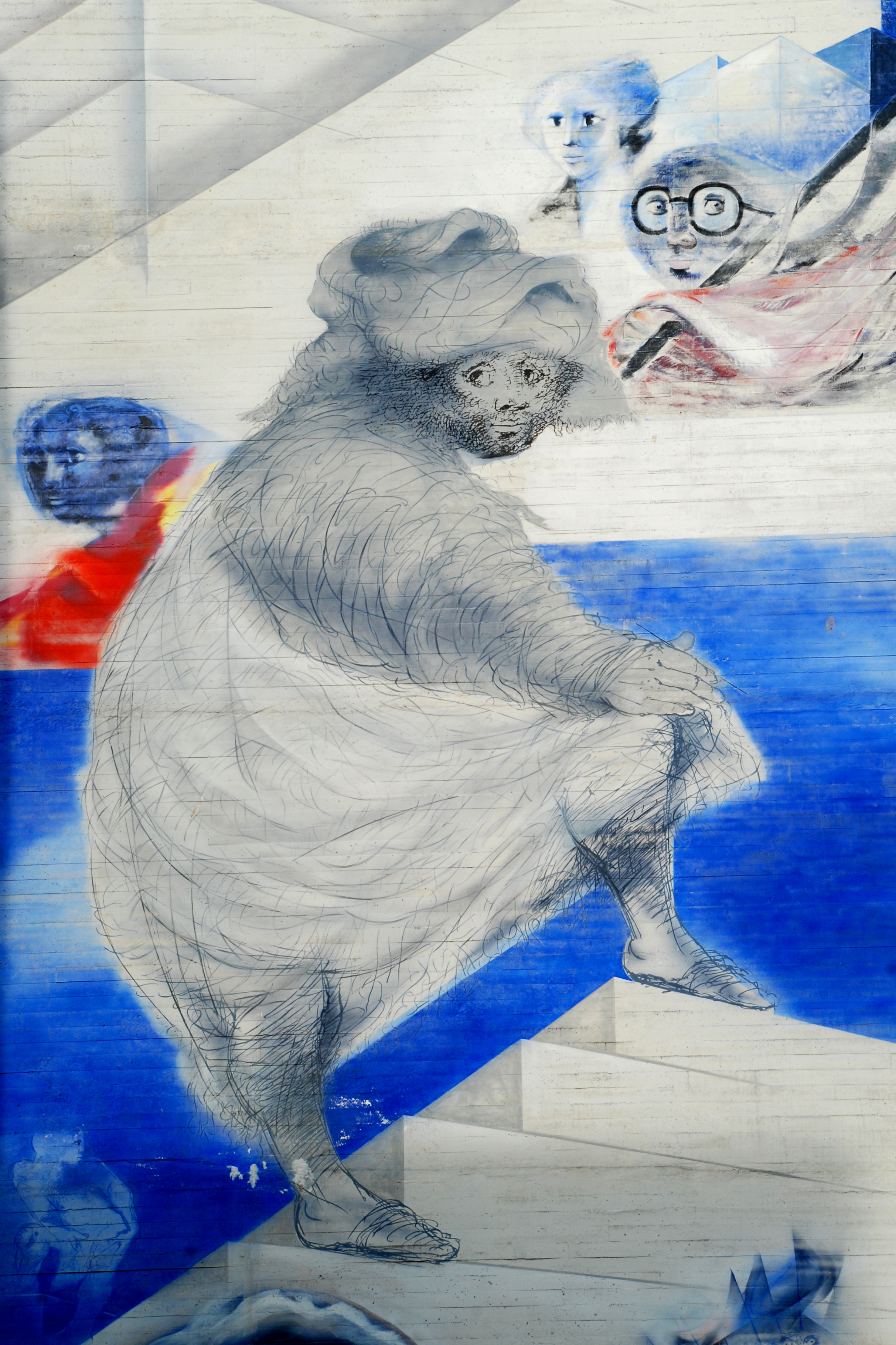
Qu'est-ce qu'un intellectuel ?.
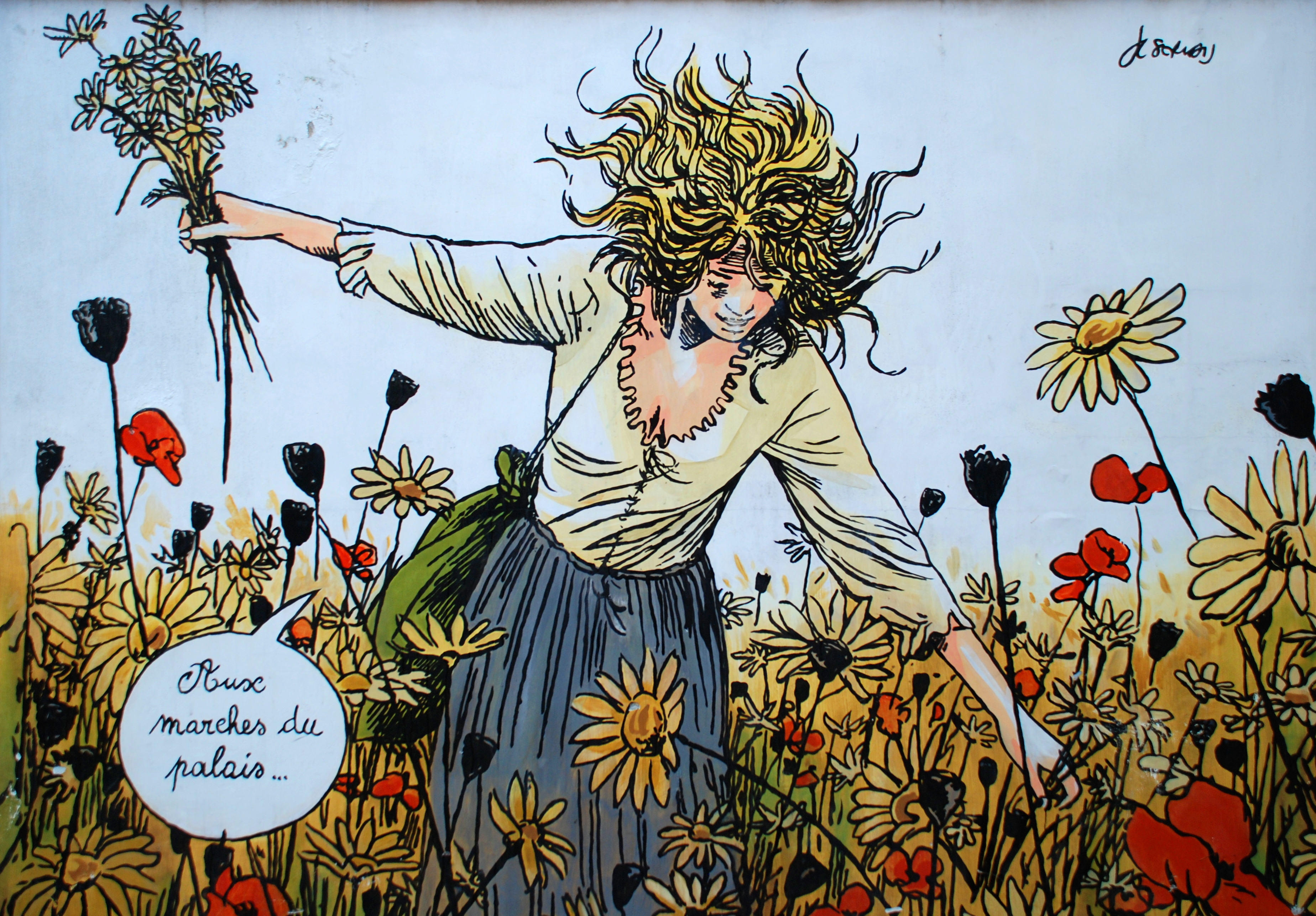
Tendre Violette.
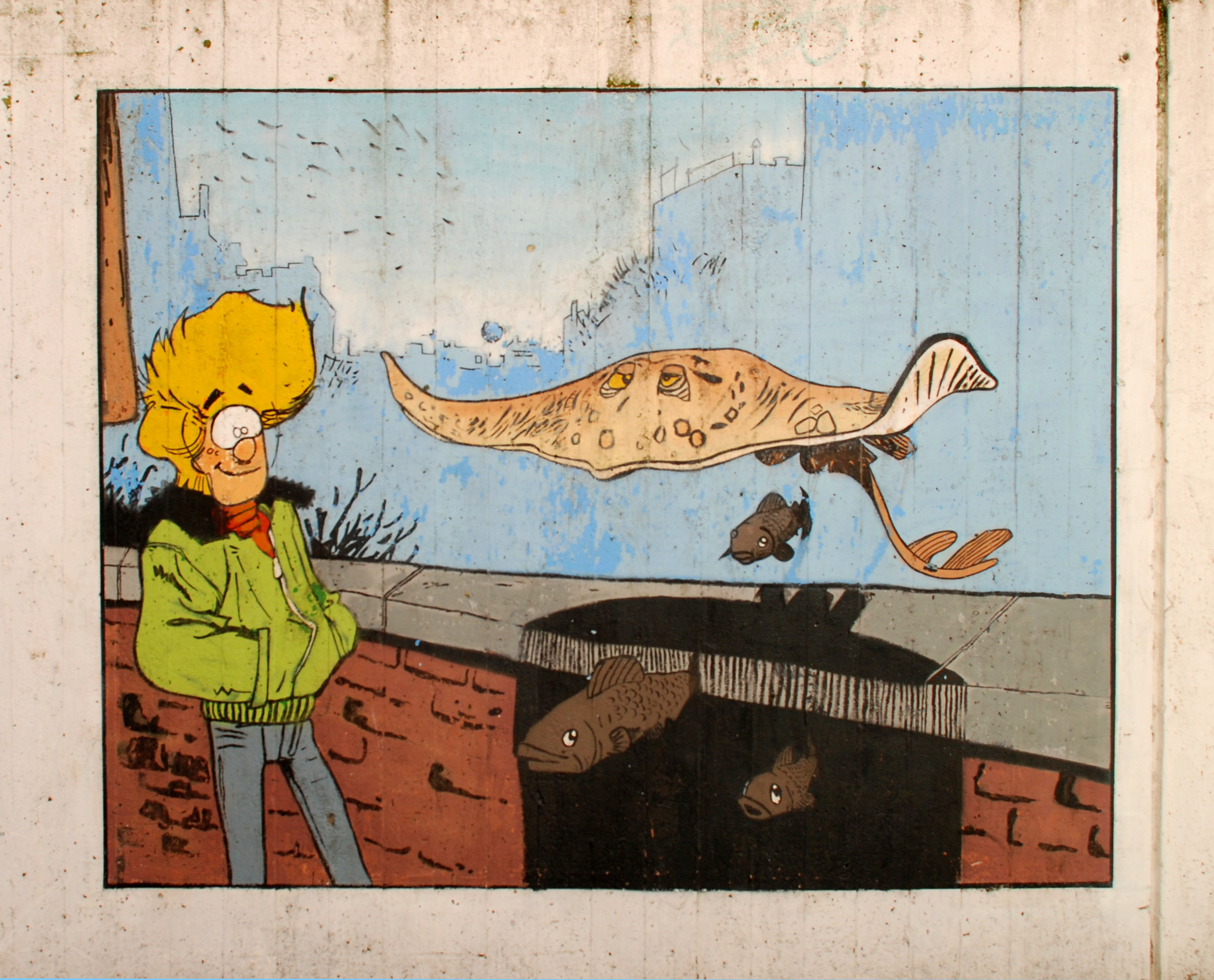
Les Baleines publiques.

### Monuments
- Le mur du Marathonien (avenue de l'Hocaille), sculpture en béton, bois, acier inoxydable, marbre, joints élastomères de Gérard Wibin (1991)
- « Hommage au corps en douze fragments, attitudes et mouvements » (place Pierre de Coubertin), 12 sculptures de Félix Roulin (1996)
- « Œuvre sans titre » (place Blaise Pascal), sculpture de Félix Roulin (1997)
- Les 24h vélo (rue des Wallons), sculpture en bronze de Vincent Rousseau (2006)
- Cœur du premier cyclotron belge, en 1947 (Boulevard Baudouin)
- « Augustin l'auto-stoppeur » (parking Jacques Leclerc), sculpture en bronze de Gigi (Geneviève) Warny (1999, installée en 2002)
- « Rêverie d'eau » (piscine de Blocry), sculpture en bronze de Gigi (Geneviève) Warny installée pour les 20 ans des piscines
- « Léon et Valérie » (place de l'Université), fontaine en béton coloré et bronze sculptée par Gigi (Geneviève) Warny (1984)[30]
- Cénotaphe au Docteur Michel Delescaille[31] (sentier de la rue de Rodeuhaie).
- « Cet instant unique qui n'avait pas d'hier » (place des Sciences), sculpture de Gigi (Geneviève) Warny, pour rendre hommage à Georges Lemaître (2016)

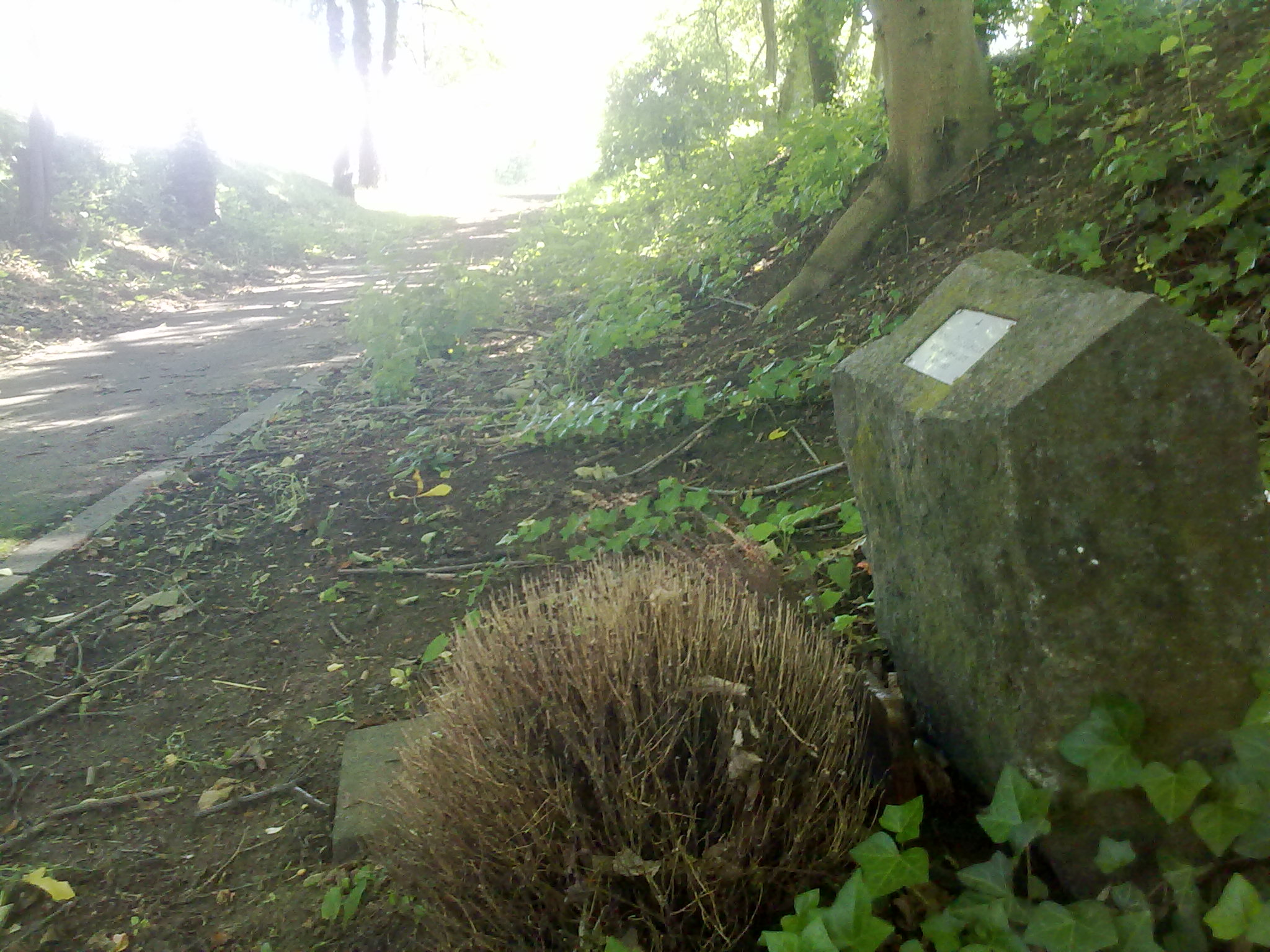
Cénotaphe Dr Delescaille.
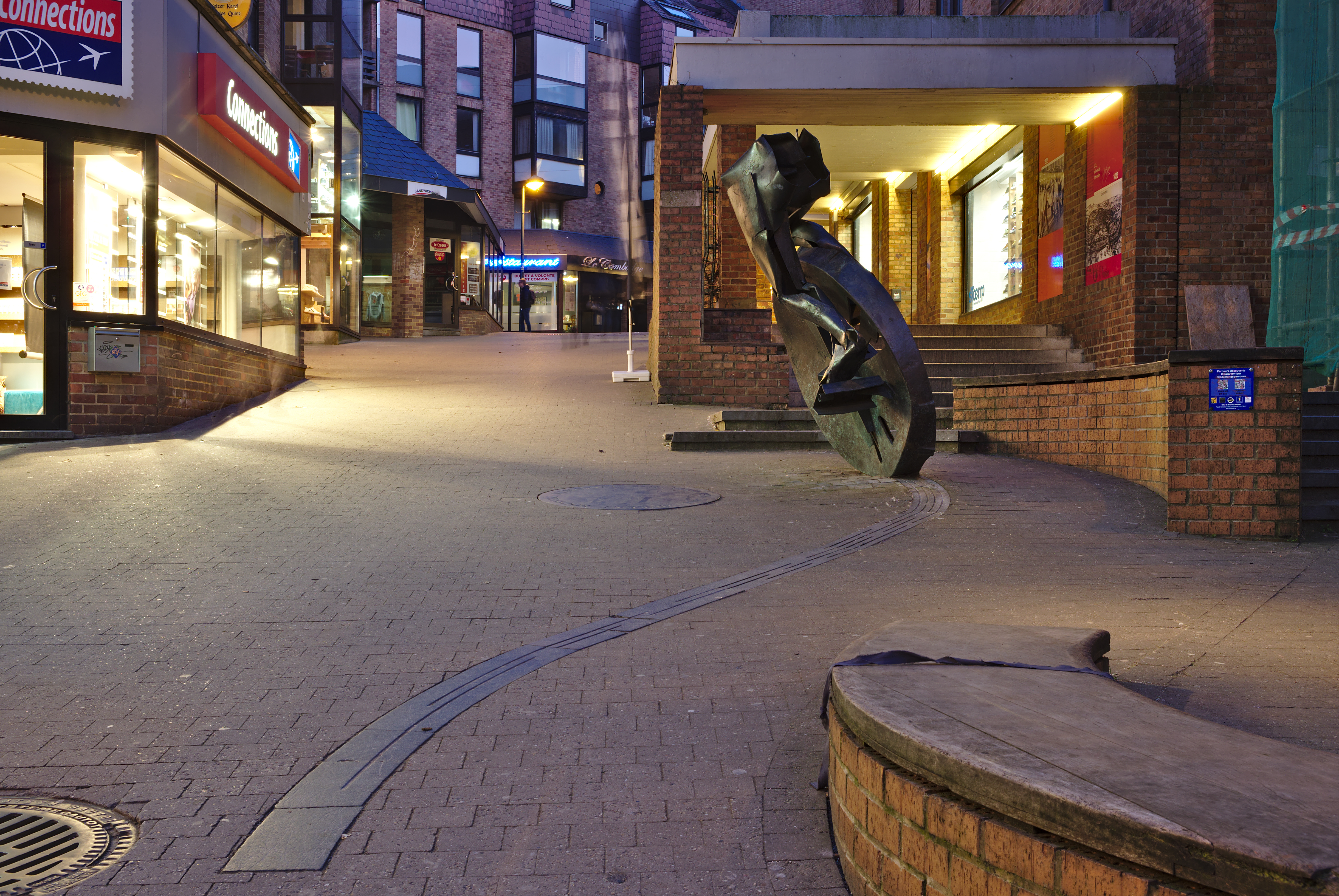
Mémorial 30-ans des 24h vélo par Vincent Rousseau.
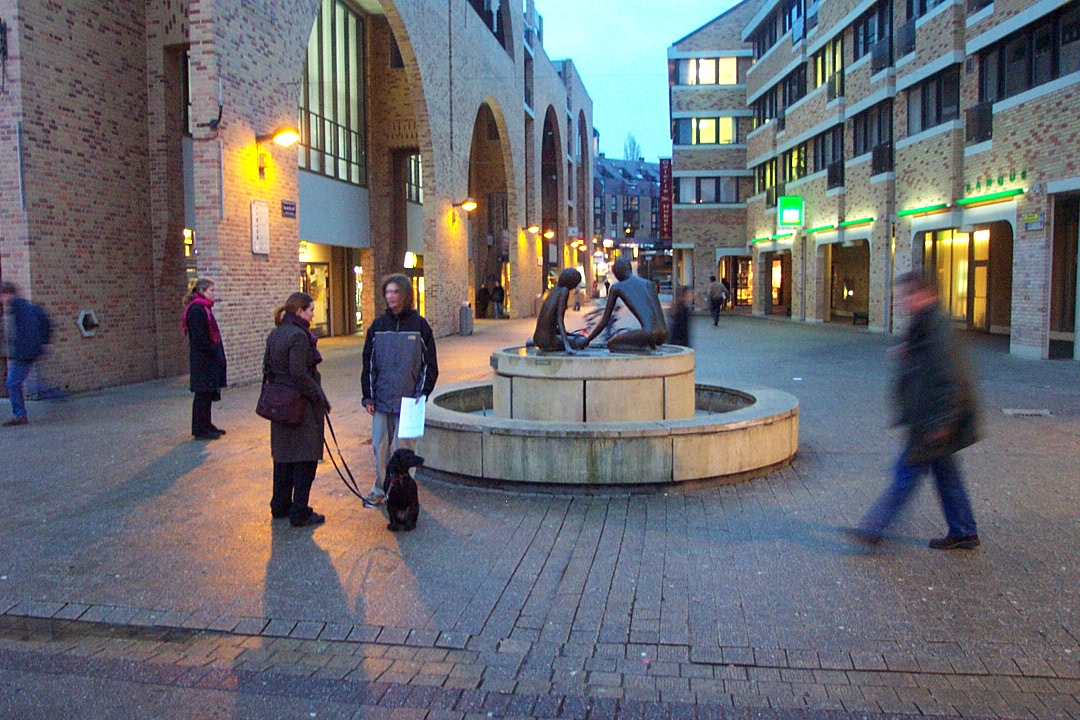
« Léon et Valérie » Place de l'Université en 2002.

Sculptures de Félix Roulin
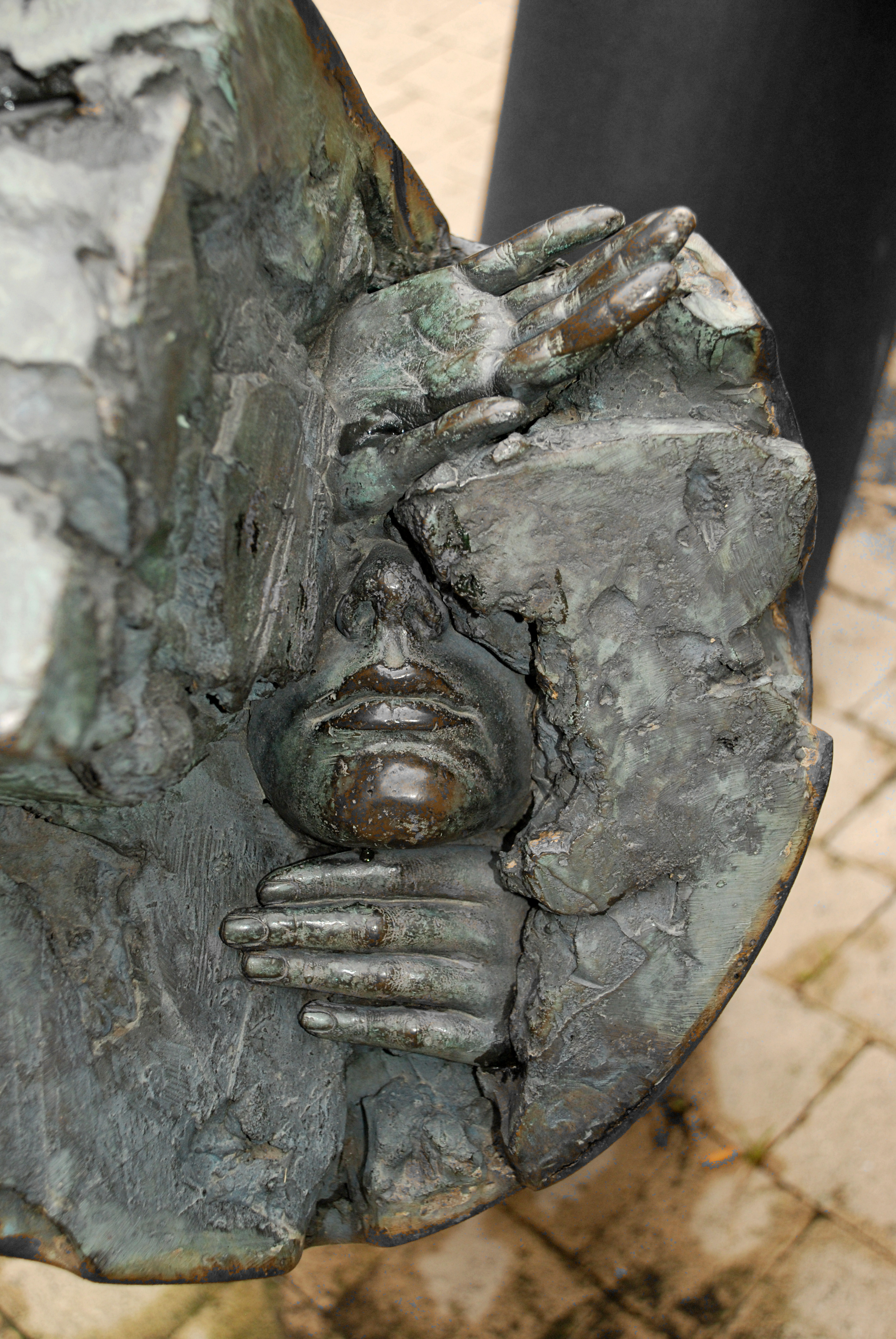
« Œuvre sans titre ».
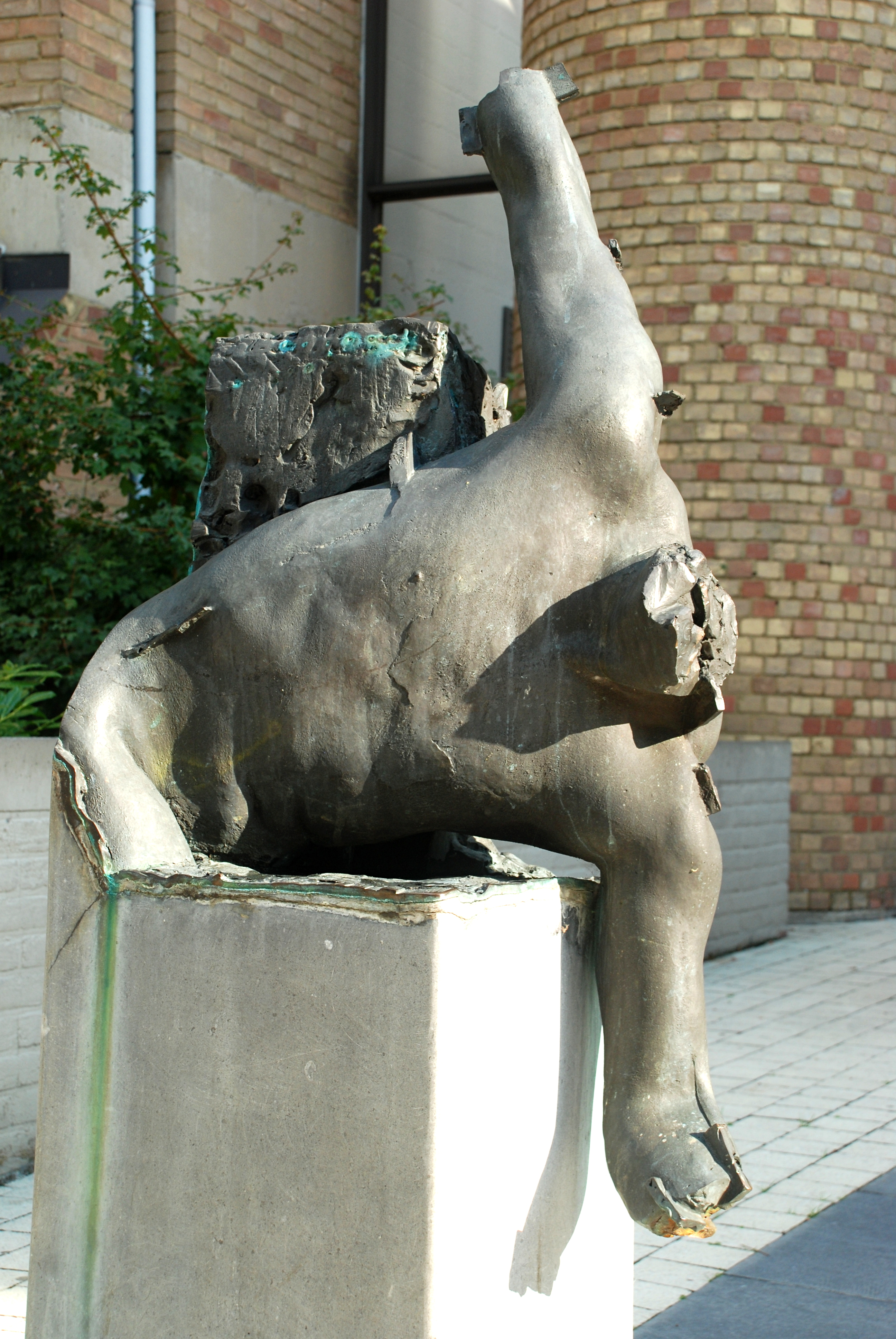
Place de Coubertin.
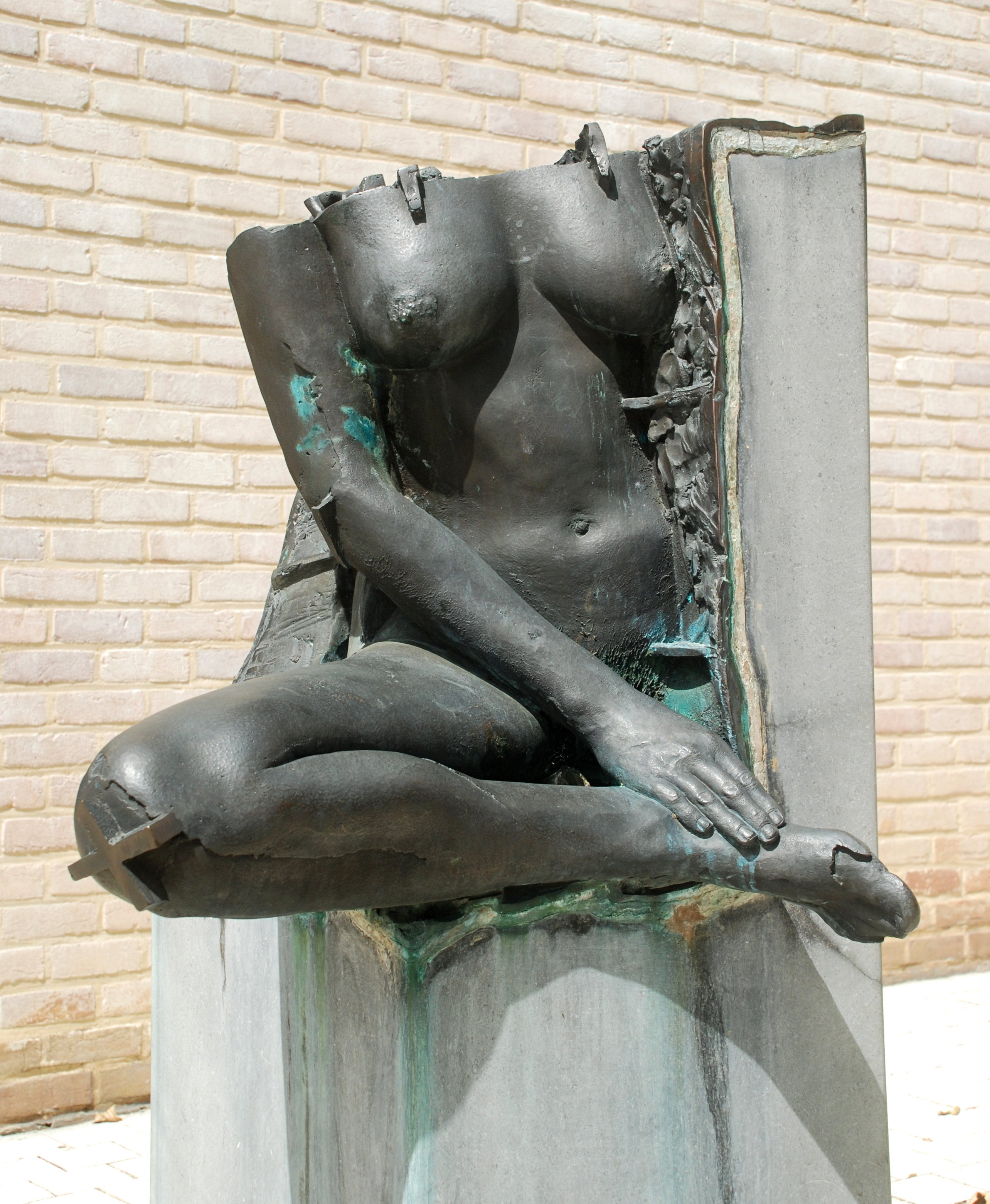
Place de Coubertin.

### Églises et chapelles
- Chapelle de la Source
- Église Saint-François d'Assise
- Église Notre-Dame d'Espérance
- Chapelle du Blan T'chfau

### Festivals
- Fêtes de la musique
- Festival du conte, un festival de l'art du conte organisé par le KAP Contes
- Festival de la Lumière, organisé par la Paroisse Étudiante de Louvain-la-Neuve [32]
- Festival Universatil, festival de théâtre et d'art de la scène organisé par le Théâtre Universitaire de Louvain (ASBL TUL).
- Festival Les Midis-Minuits de la Jongle'rue, festival des arts de la rue organisé par le Circokot.
- Le Welcome Spring Festival, fête de la musique organisée par le Welkot.
- l'Open Jazz Festival, promouvant de jeunes et moins jeunes groupes de jazz éclectiques sur le site, organisé par le Kot Certino.
- Le Mass Deathtruction, festival de Death Metal.
- Le Festival "Change Priority" du Kot Amnesty International
- Diagonale, Fête de la BD [33]
- Festival Visa Vie en solidarité avec les réfugiés, demandeurs d'asile et personnes sans papiers par le Migrakot
- Open Stage Festival, une scène ouverte organisée par le Kapodastre

## Vie étudiante

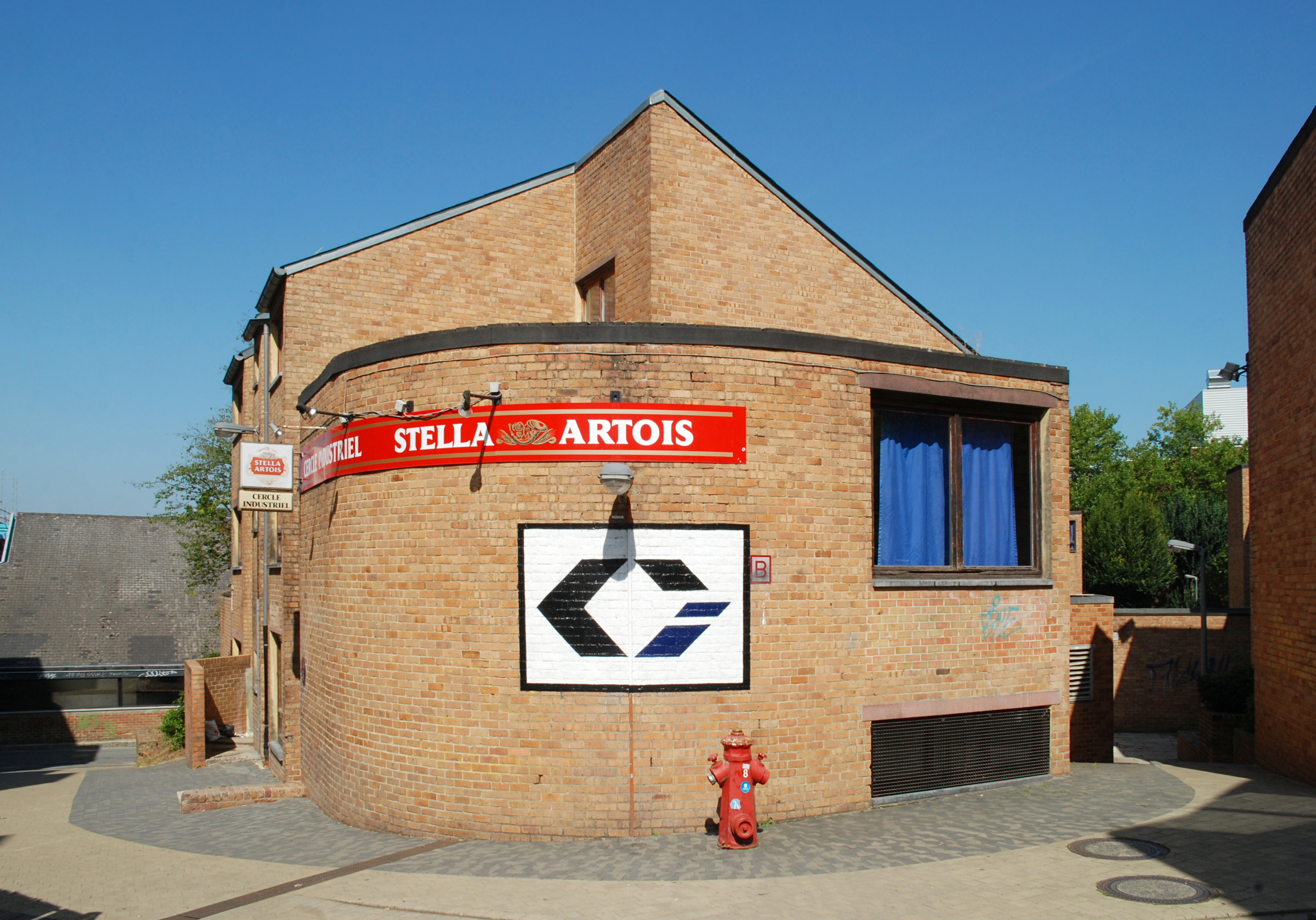
Le Cercle industriel.

Les associations estudiantines de Louvain-la-Neuve se répartissent en cercles (facultaires), en régionales (qui regroupent les étudiants originaires de la même région ou ville) et en kots-à-projet. Les cercles sont représentés par le GCL (Groupement des cercles louvanistes), les régionales par la Fédé (Fédération wallonne des régionales de l'UCLouvain) et les kots-à-projet par l'Organe.

## Le Parc scientifique de Louvain-la-Neuve

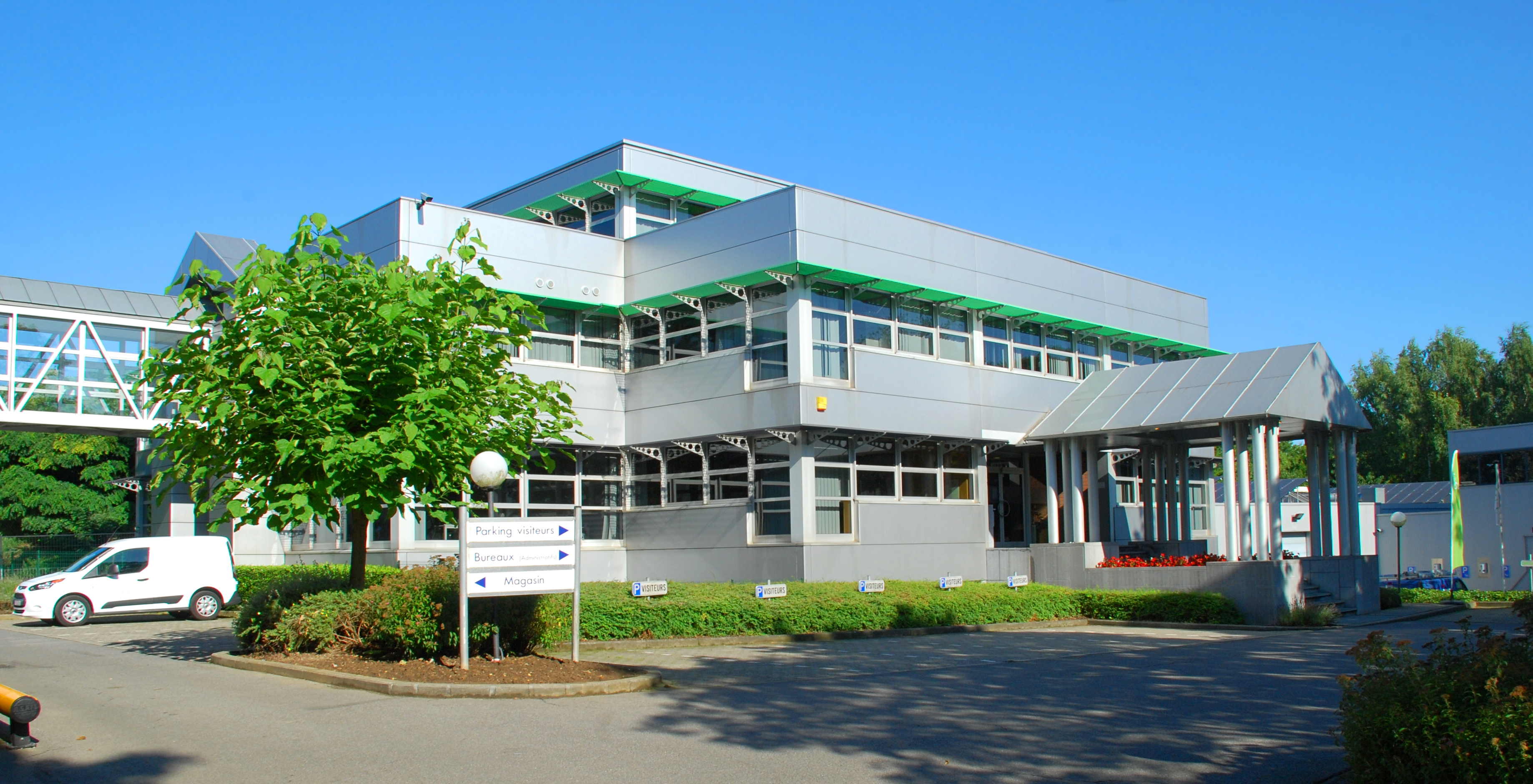
Siège d'IBA (1991).
Louvain-la-Neuve.

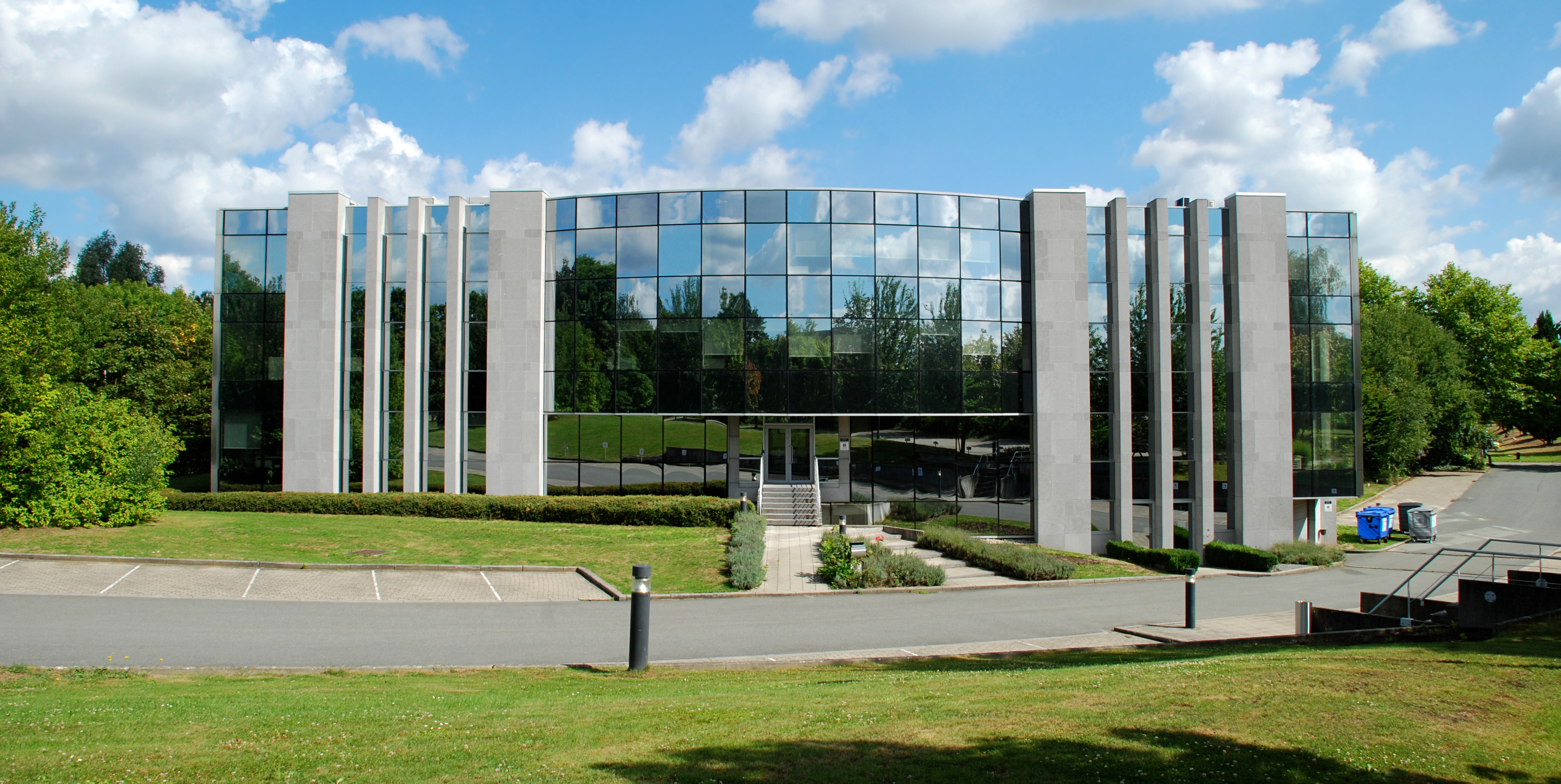
« New Tech Center » (1999).
Louvain-la-Neuve.

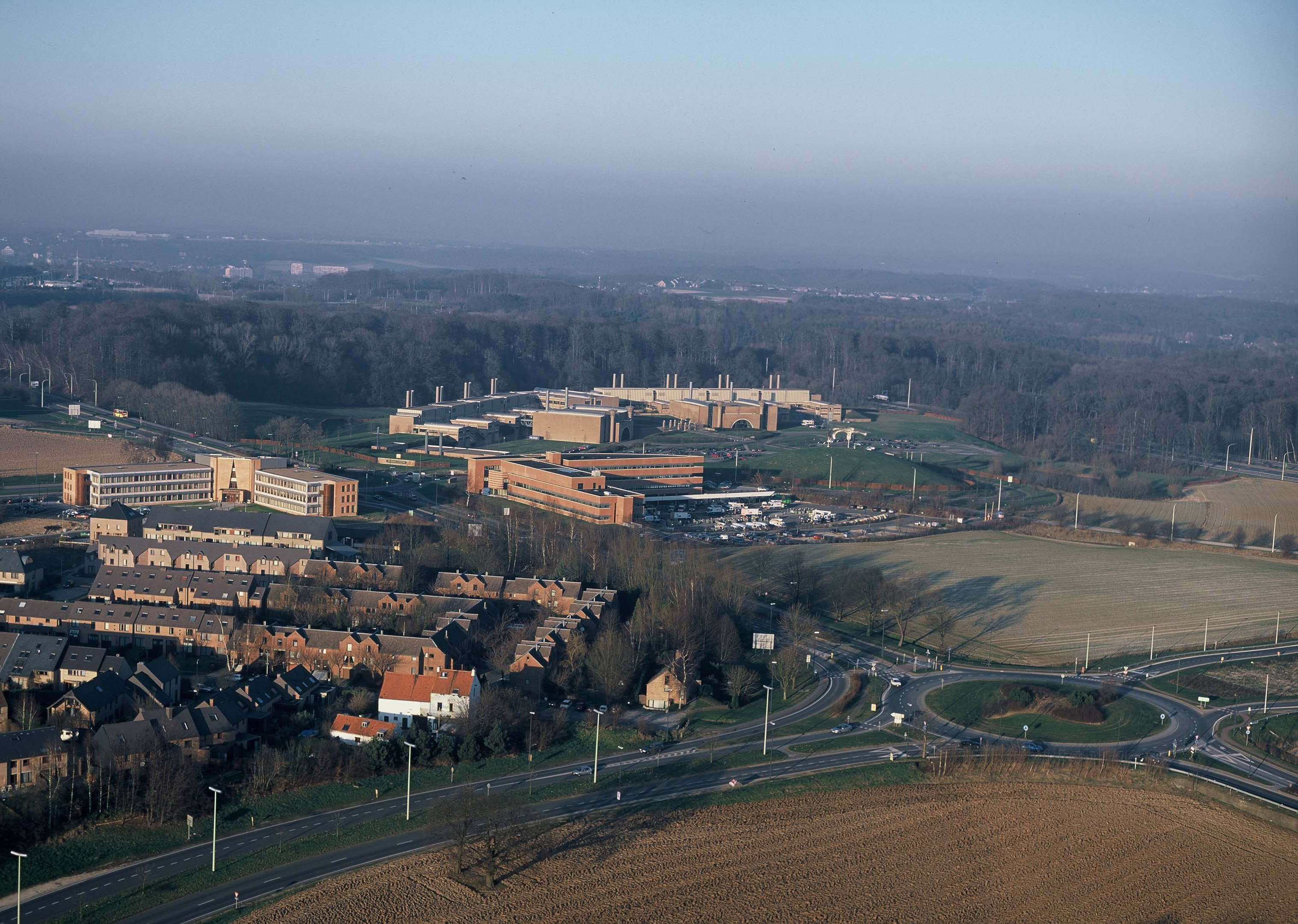
Vue aérienne de Louvain-la-Neuve Science Park (2006).

Premier du genre en Belgique, le Parc scientifique de Louvain-la-Neuve (LLN Science Park) a été créé le 21 janvier 1971. C'est également le plus grand parc scientifique de la Région wallonne : il s'étend sur 231 hectares répartis sur le territoire d'Ottignies-Louvain-la-Neuve et sur celui de Mont-Saint-Guibert.
Dès l'origine, les objectifs poursuivis par la création du parc scientifique ont été de développer la coopération entre les entreprises et l'UCLouvain, contribuer au développement économique régional et assurer la diversification du milieu urbain de la ville de Louvain-la-Neuve.
En 1972, Monsanto est la première entreprise à s'implanter sur le Parc ; son exemple sera rapidement suivi par d'autres… Néanmoins, toutes les entreprises ne sont pas autorisées à s'installer sur le Parc scientifique. En effet, l'université a délimité des critères d'implantation précis.
Le candidat doit être une entreprise de :
- recherche ;
- production faisant appel aux hautes technologies ;
- services jugés complémentaires ou utiles au bon fonctionnement des activités de recherche et du site ;

ou une spin-off de l'UCLouvain.
Les entreprises du Parc scientifique (start-ups, spin-offs, PME ou grandes entreprises) sont majoritairement actives dans les domaines :
- des sciences du vivant ;
- des techniques de l'information ;
- de la chimie fine ;
- et de l'ingénierie.

Aujourd'hui, le LLN Science Park compte quelque 130 entreprises -procurant plus de 4 450 emplois-, un incubateur et trois business centres. Il joue un rôle important dans le processus d'innovation en stimulant notamment les interactions entre les entreprises et la recherche universitaire.
Le China-Belgium Technology Center est implanté de ce parc.